# Cyklostezka svatého Metoděje
Cyklostezka Svatého Metoděje vznikla v rámci přeshraničního projektu, jehož oficiální název zní „Na kole za historií Velké Moravy“ a je součástí programu přeshraniční spolupráce Interreg V-A Slovenská republika – Česká republika. pro programové období 2014–2020. Projektu se účastnily na české straně jako hlavní partner obec Boršice a projektový partner obec Zlechov a jako hlavní přeshraniční partner slovenská obec Opatovce. Začátek realizace projektu byl stanoven na červenec 2019, jeho ukončení pak na květen roku 2021.
Cyklostezka byla slavnostně otevřena dne 3. července 2021 za účasti arcibiskupa olomouckého a metropolity moravského Mons. Jana Graubnera, arcibiskupa a košického eparchu Mons. Cyrila Vasiľa S.J., velvyslance České republiky při Svatém stolci ve Vatikánu, Václava Kolaji, člena Papežské rady pro jednotu křesťanů P. Jaromíra Zádrapy, hejtmana Zlínského kraje Ing. Radima Holiše a mnoha dalších hostů.

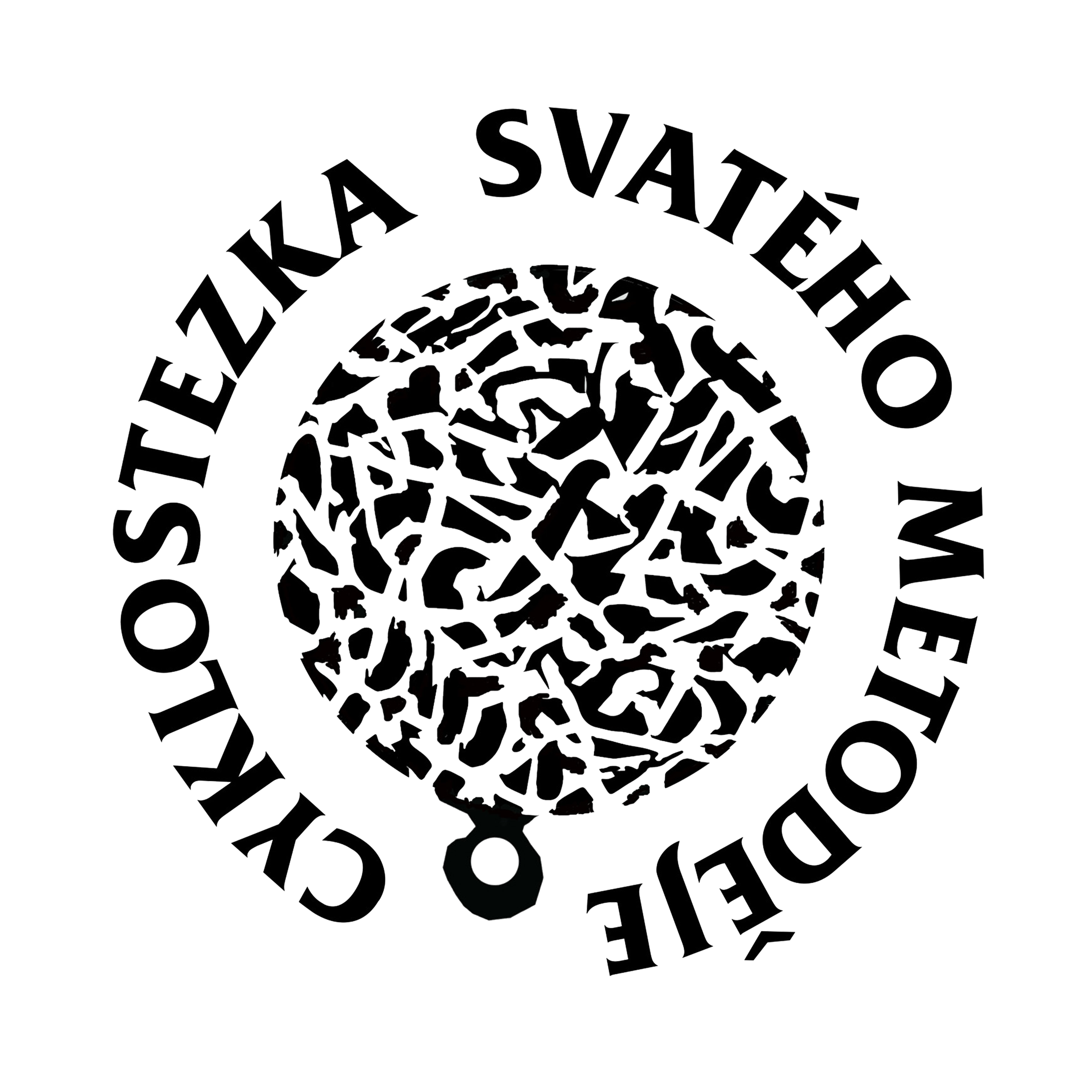
Logo Cyklostezky sv. Metoděje

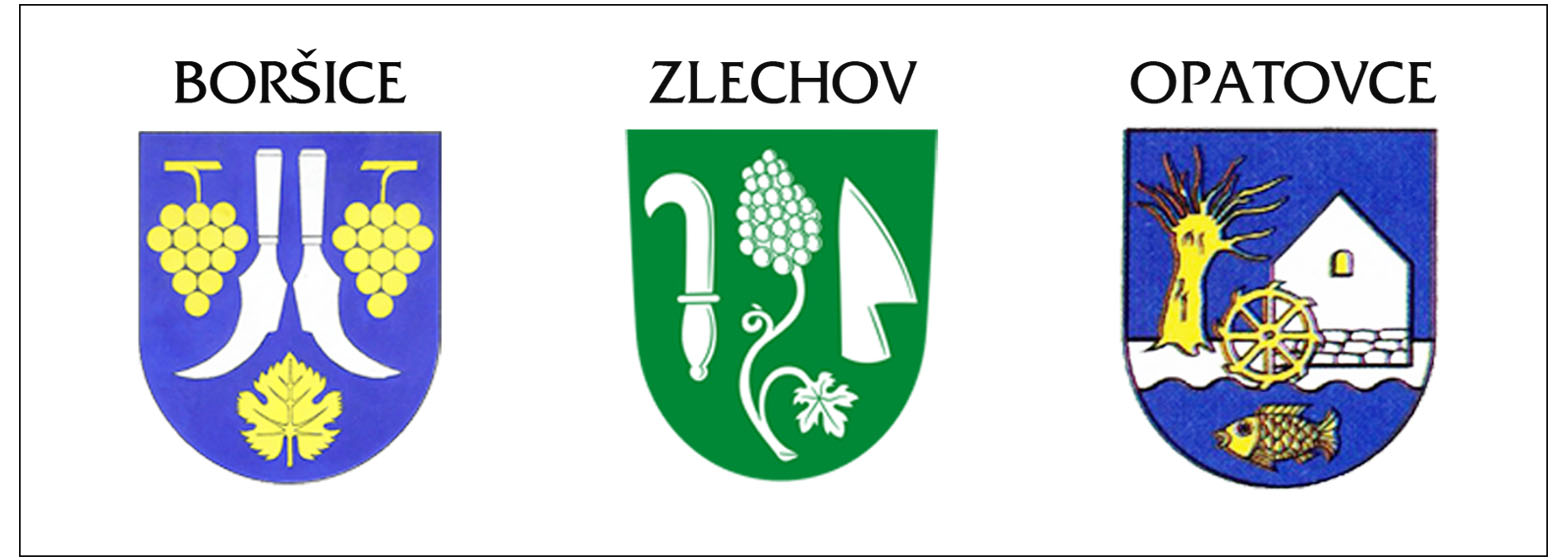
Znaky zúčastněných obcí

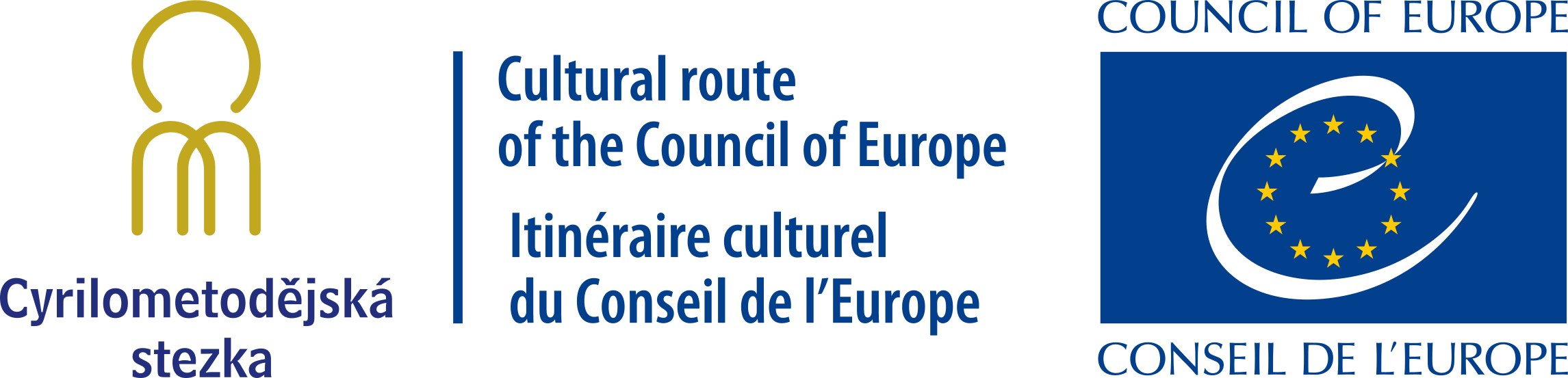
Evropská kulturní stezka sv. Cyrila a Metoděje

## Trasa cyklostezky
Na české straně byla vybudována cyklostezka o celkové délce 2,44 km, která přímo propojuje obce Boršice a Zlechov a která současně zajišťuje napojení na páteřní cyklotrasy Uherskohradišťska. U cyklostezky byly postaveny dva přístřešky pro cyklisty, několik laviček, informačních panelů, odpadkových košů a stojanů pro kola a kolem byly vysázeny desítky stromů.
Na slovenské straně byla vybudována cyklostezka na trase Opatovce – Trenčín o celkové délce 4,37 km, vedoucí po hrázi řeky Váh. Obě části cyklostezky zdobí celkem deset uměleckých prvků tematicky zaměřených na období Velkomoravské říše, které ve své dílně vyrobil akademický sochař Daniel Ignác Trubač.

Cyklotrasa Boršice-Zlechov
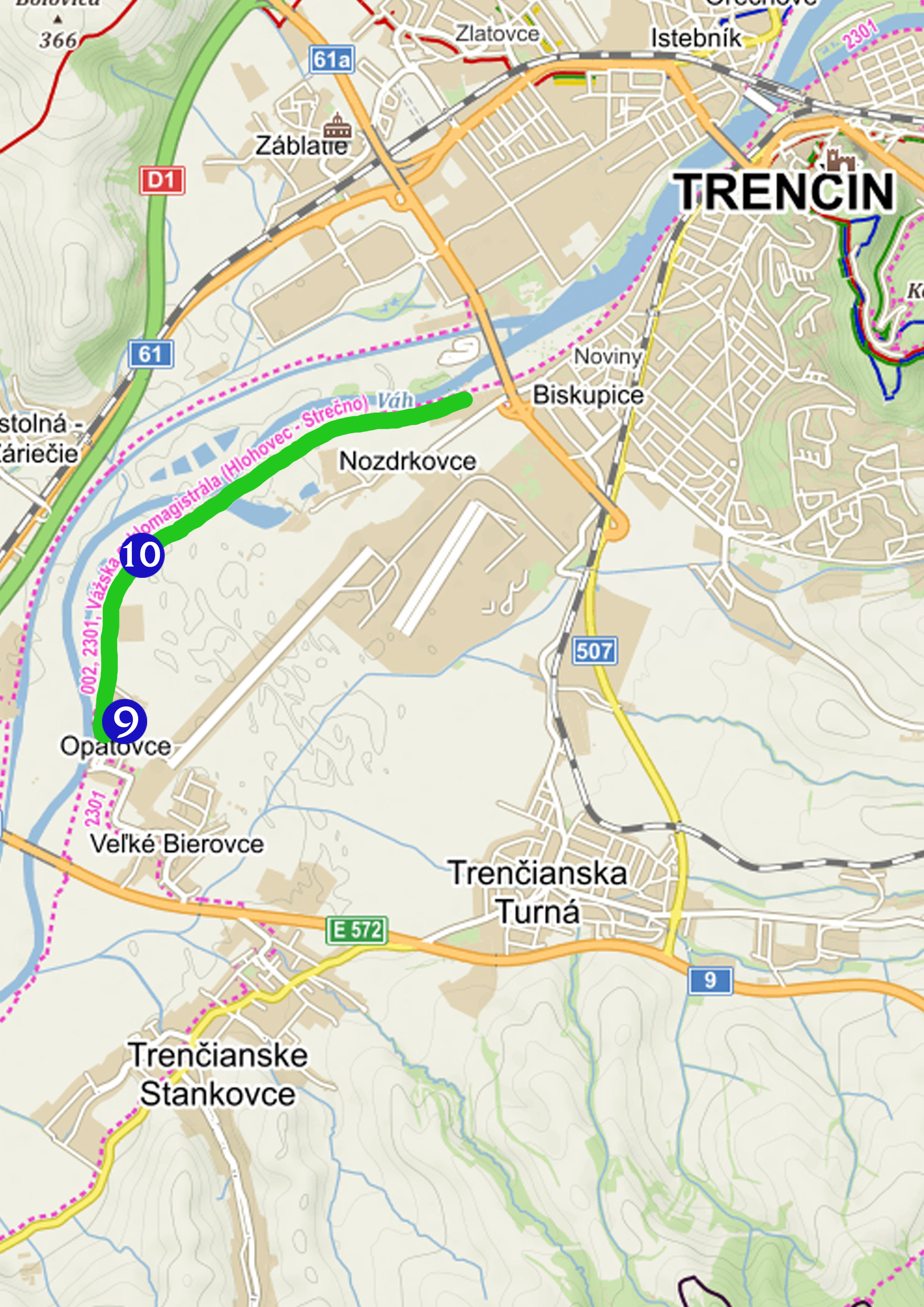
Cyklotrasa Opatovce-Trenčín

## Umělecké prvky na trase cyklostezky Boršice – Zlechov

### Malý obelisk
Jedná se o počátek značení cyklostezky, začínající na konci obce Boršice a vedoucí směrem na Zlechov. Celý vrch kamenného obelisku je jakoby ovázaný plátnem. Uzavírá jej gombík, jenž je průvodním znakem několika dalších prvků. Je ozdoben chráněným ptáčkem Brhlíkem lesním. Nápis na vrchní části obelisku pochází z Proglasu, což je dílo sv. Cyrila a je napsaný v hlaholici. Jeho český překlad zní: NAHÉ JSOU NÁRODY BEZ KNIH. Většina těchto částí je odlita z nerezu. Dále se zde nachází portrét sv. Metoděje, který je osazen do bylinného pozadí jitrocelových listů a je odlit z bronzu. Znak obce Boršice, doplněný o stručnou historii vesnice, je rovněž bronzový. Otisky lipových listů srdčitého tvaru připomínají náš národní symbol.

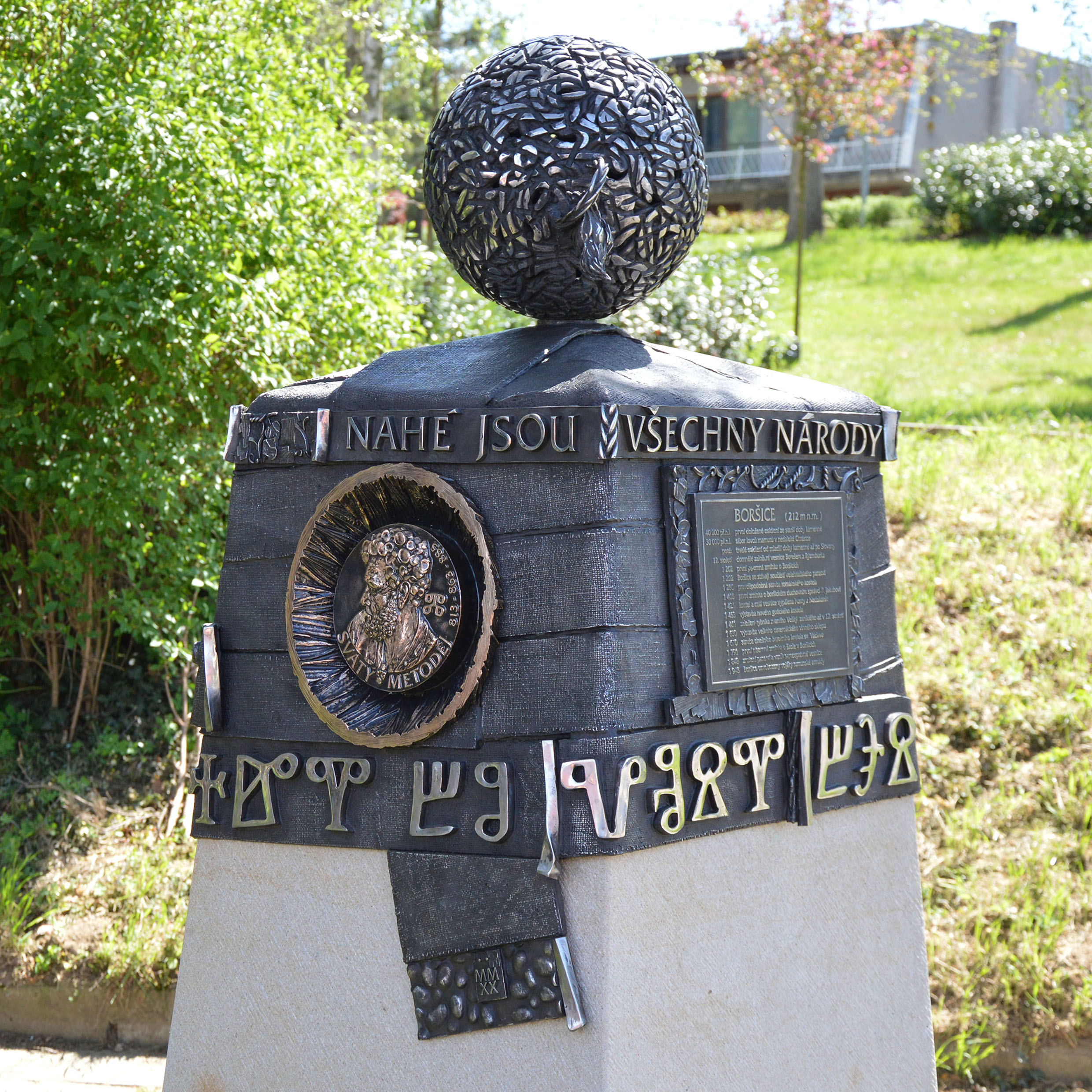
Malý obelisk svatého Metoděje v Boršicích
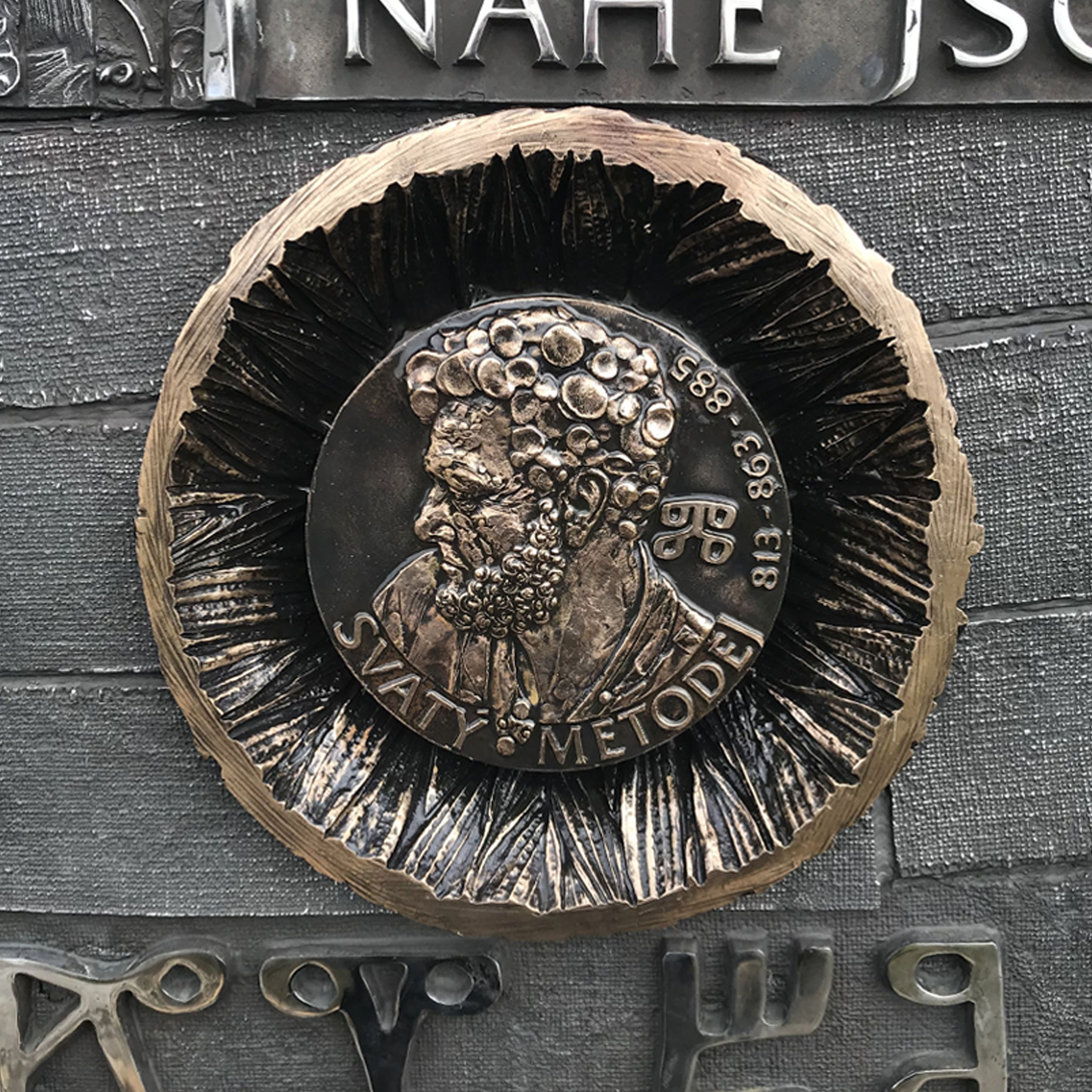
Reliéf svatého Metoděje

### Vycházející slunce
Jedná se o kamennou horizontální stélu, která je instalovaná v blízkosti mlynářského kříže u začátku cyklostezky. Na jejím gombíku se nachází další živočišný motiv, tentokrát je to chráněný had žijící v nedalekých Chřibech Užovka stromová a brouk Roháč obecný.
Světlo a teplo rozdávající slunce bylo již od prehistorie člověkem uctíváno jako výraz nebeské moci. První křesťané dali pohanskému dni slunce nový obsah, když jej učinili dnem vzkříšení Ježíšova. Již od počátku se tak modlívali křesťané směrem k vycházejícímu slunci.

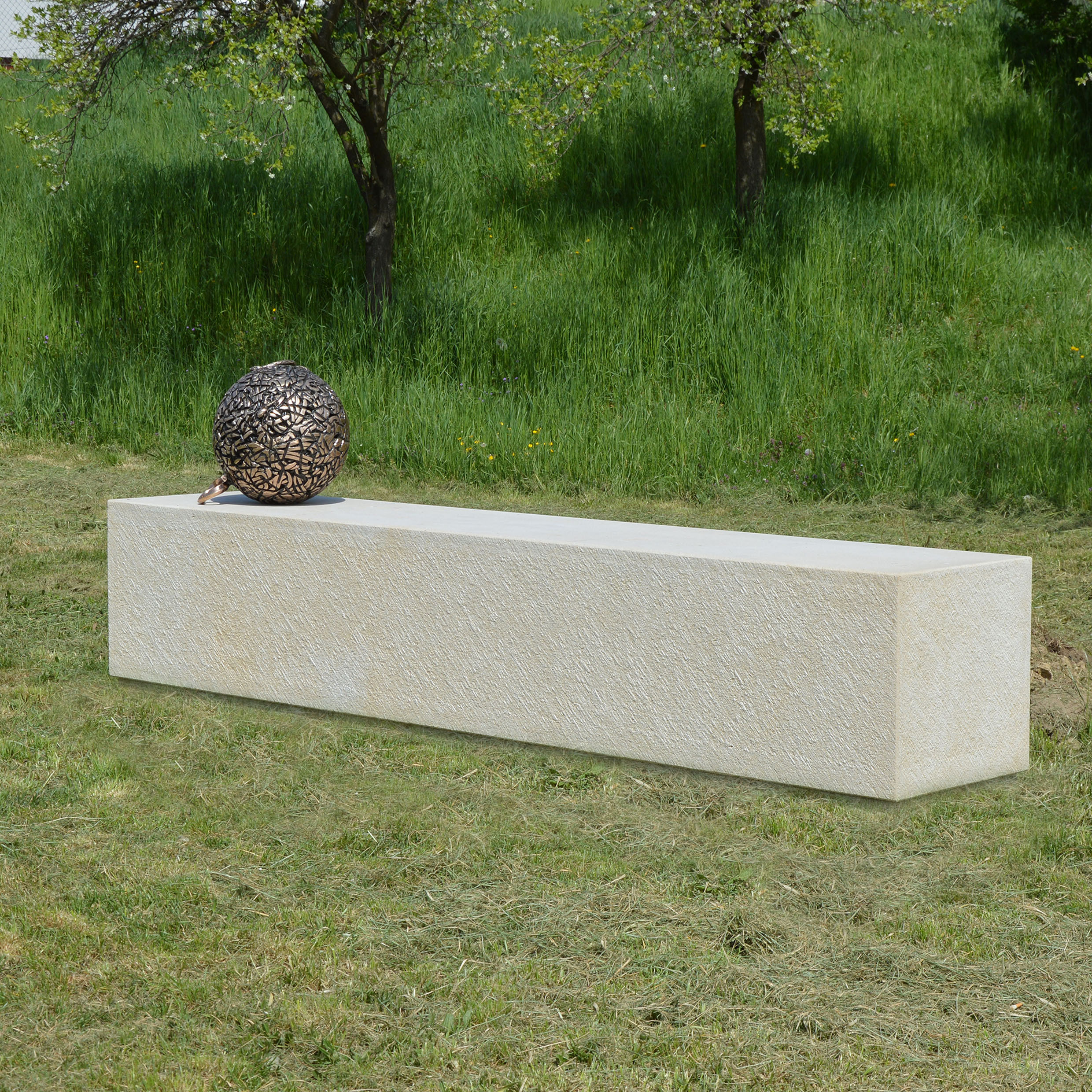
Vycházející slunce
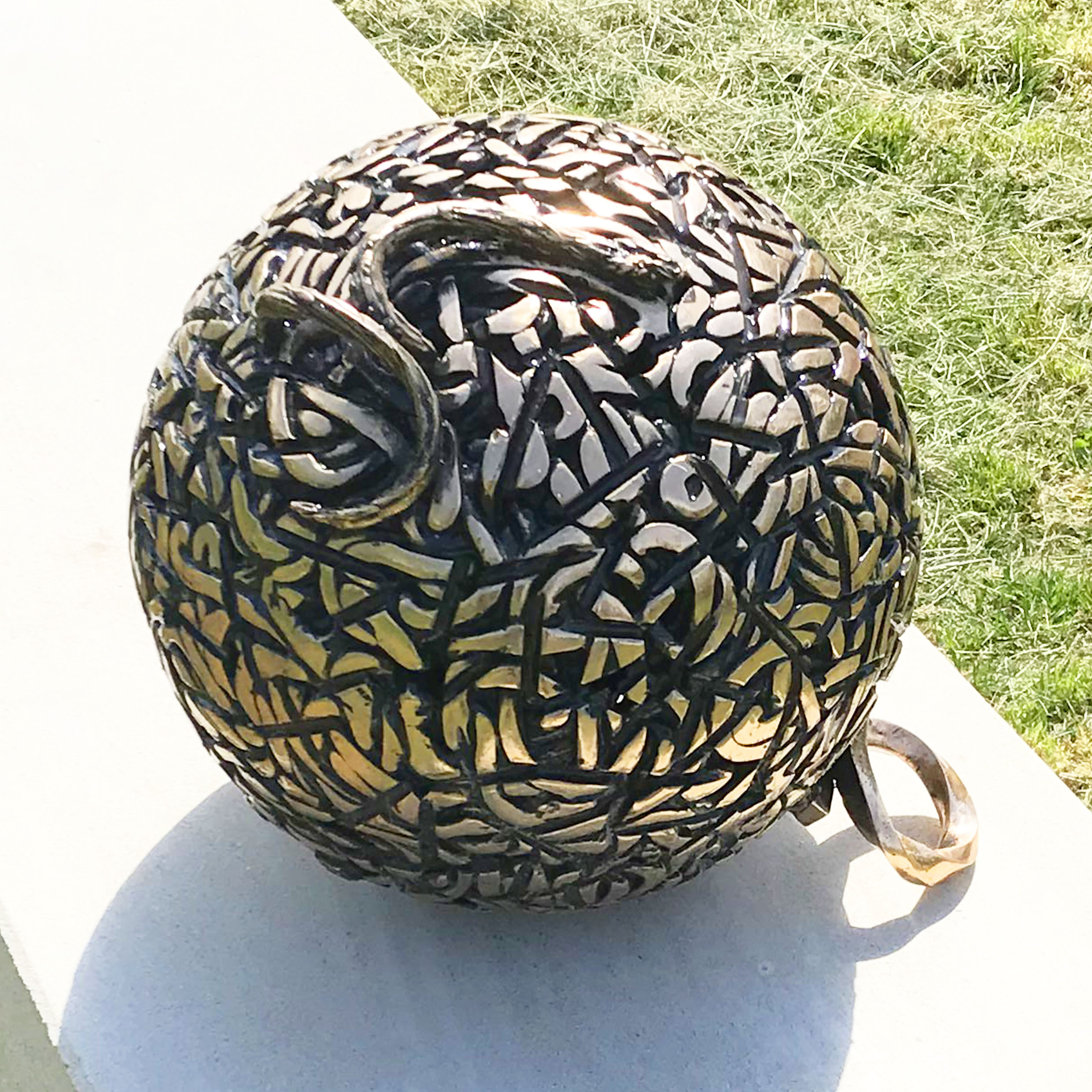
Detail gombíku

### Stůl setkání
Sedm míst u kamenného stolu, vyrobeného z bloku božanovského pískovce, je symbolicky označeno jmény Sedmipočetníků. K nim se vedle sv. Cyrila a sv. Metoděje řadí i jejich nejbližší žáci sv. Sáva, sv. Angelár, sv. Kliment, sv. Naum a sv. Gorazd. Do kulatého stolu je zapuštěna štola s modlitbou otčenáš v hlaholici. Staroslověnština byla údajně – vedle hebrejštiny, starořečtiny a latiny – teprve čtvrtým jazykem, do kterého bylo Písmo svaté přeloženo. Ve středu stolu je zobrazeno písmeno S v hlaholici – kruh s trojúhelníkem. Toto písmeno rovněž zastupuje LOGOS, což znamená v překladu Slovo.

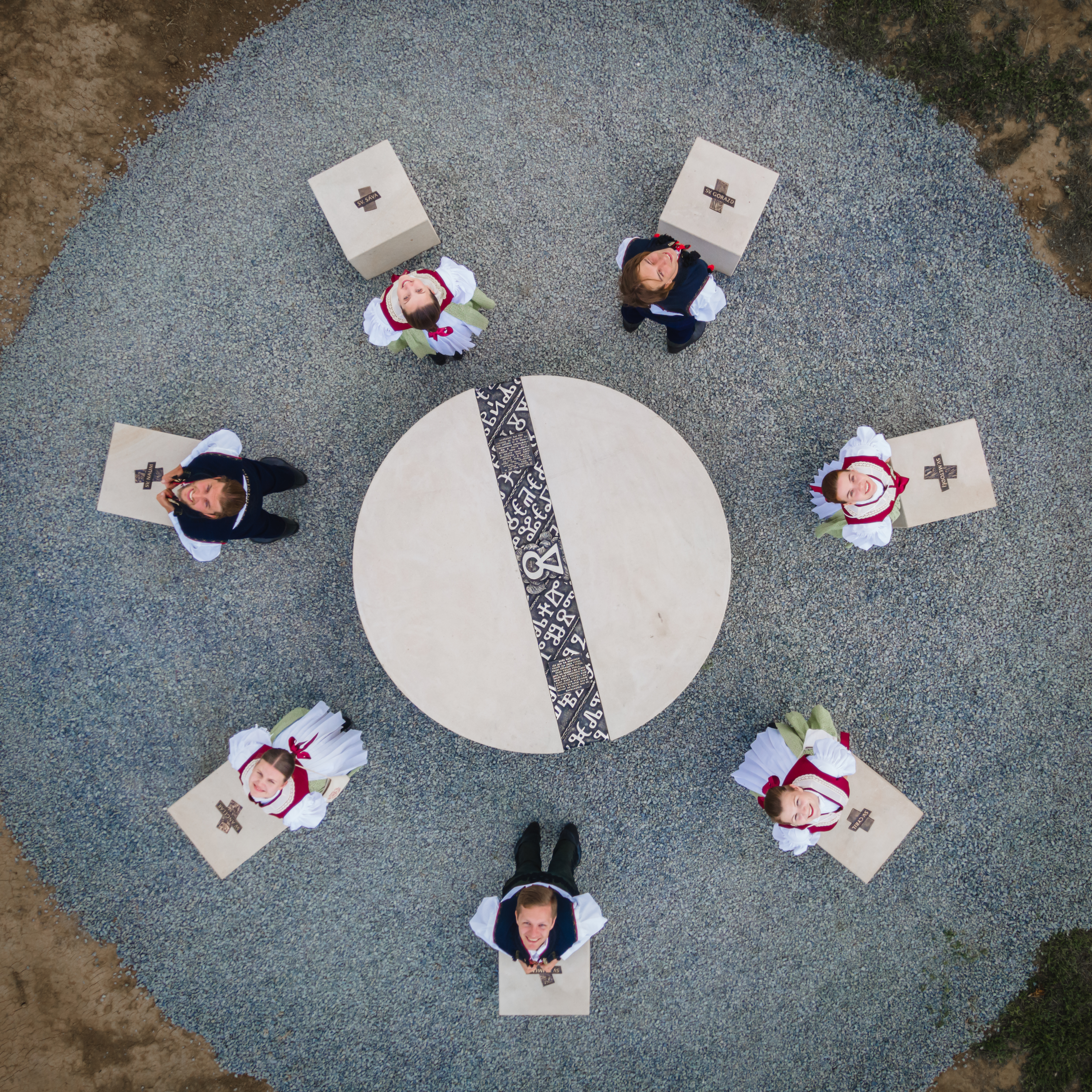
Stůl setkání
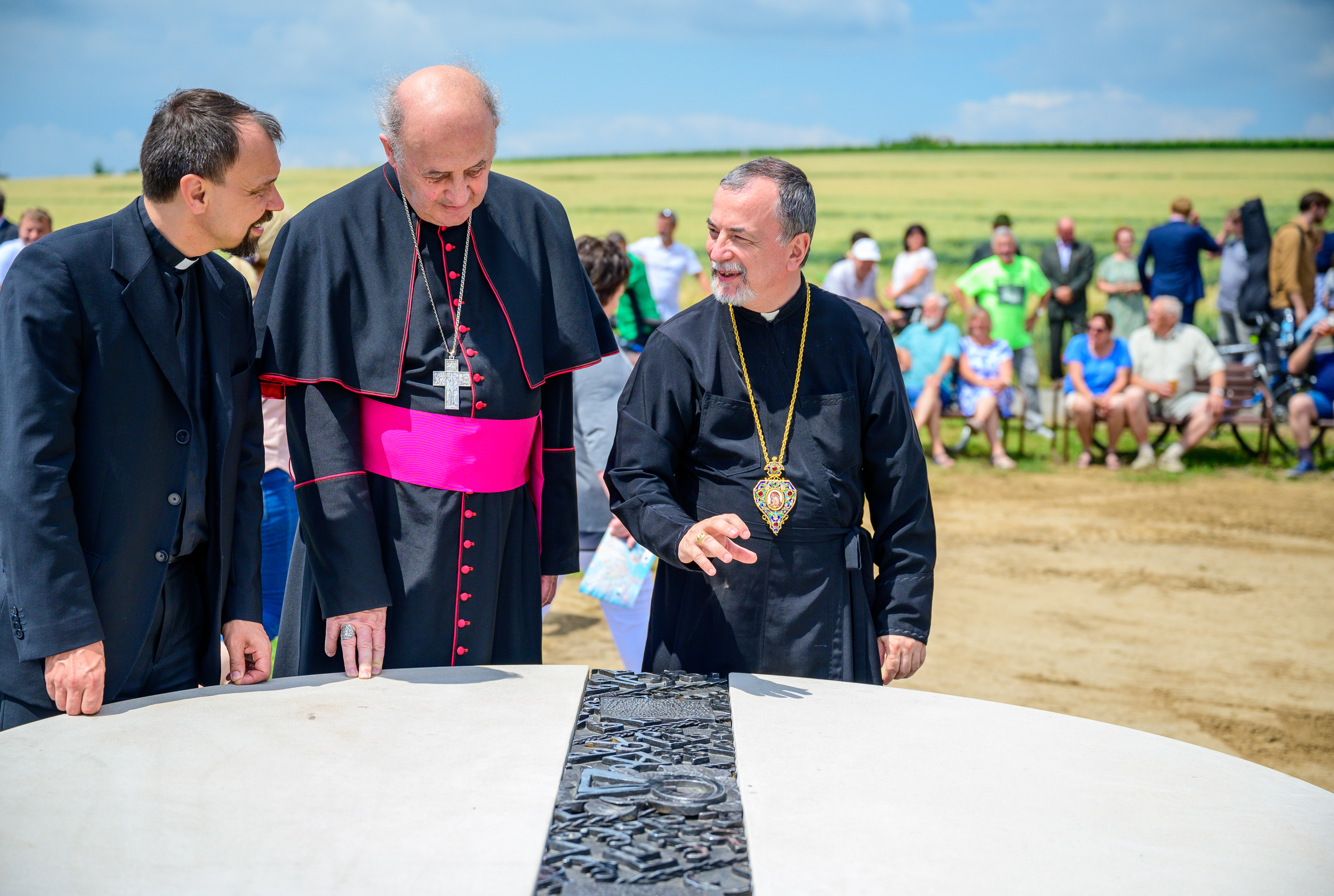
Stůl setkání zleva P. Jaromír Zádrapa, Mons. Jan Graubner, Mons. Cyril Vasiľ'S.J.
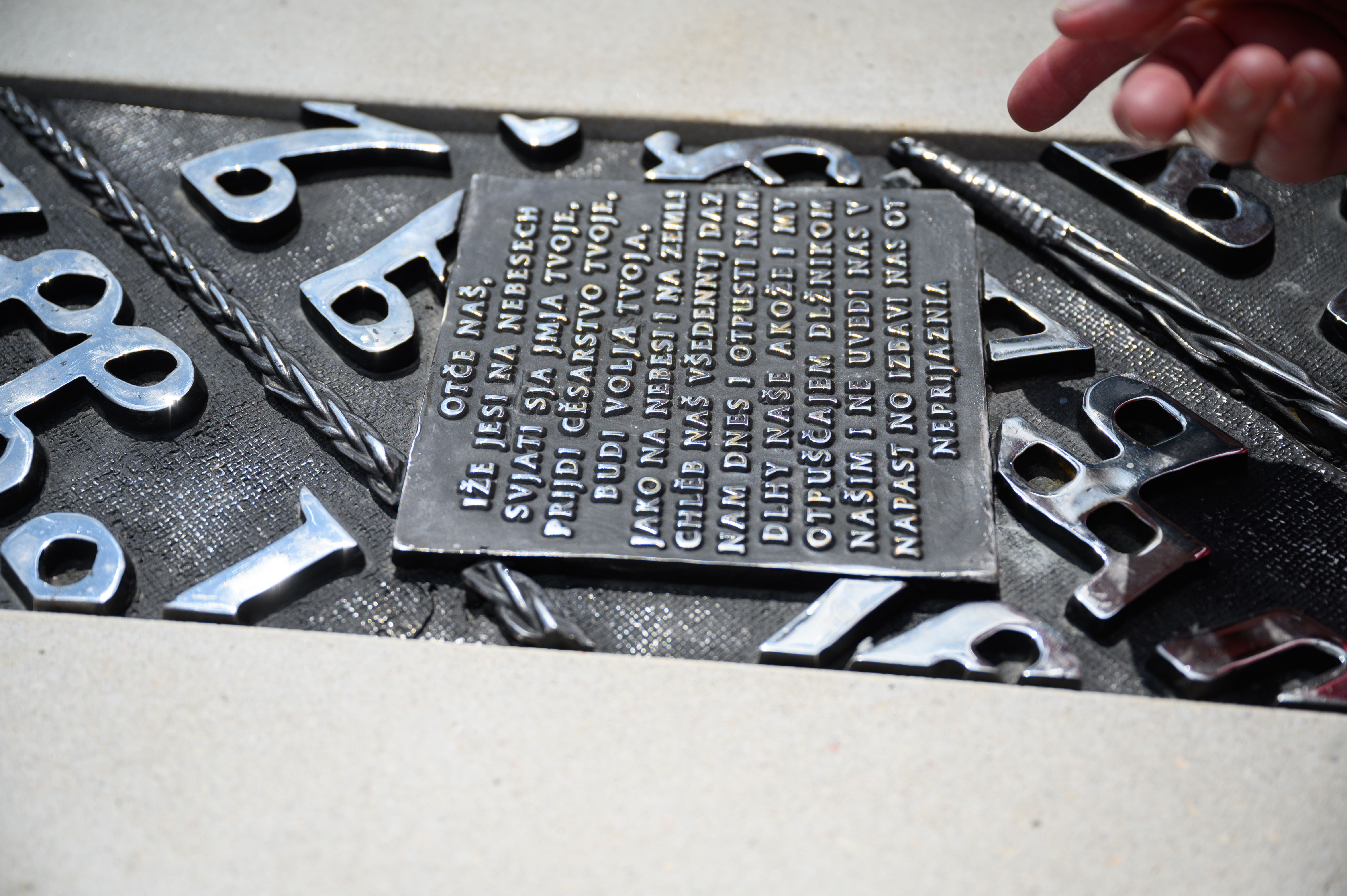
Stůl setkání Otčenáš detail
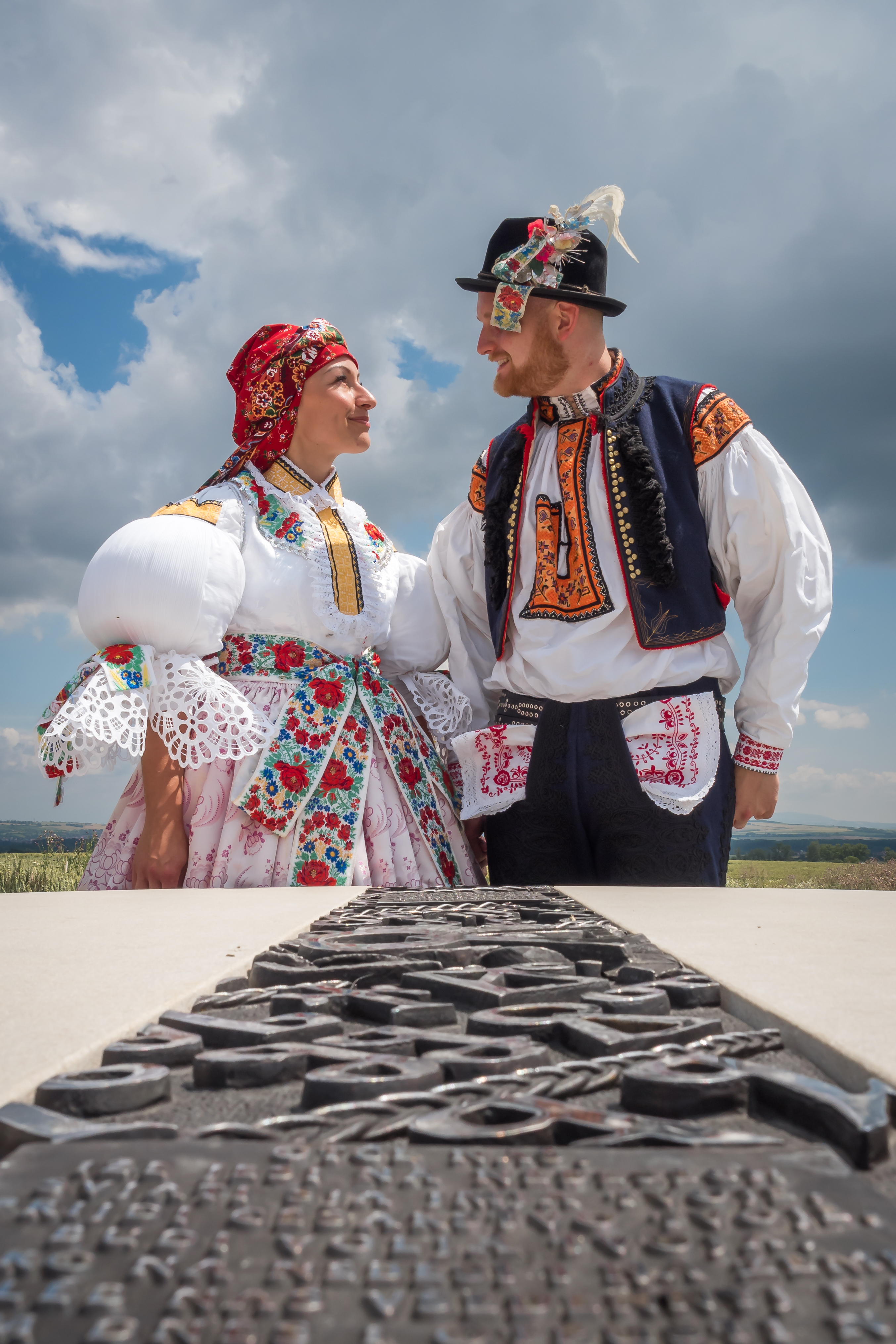
Detail nerezové štóly
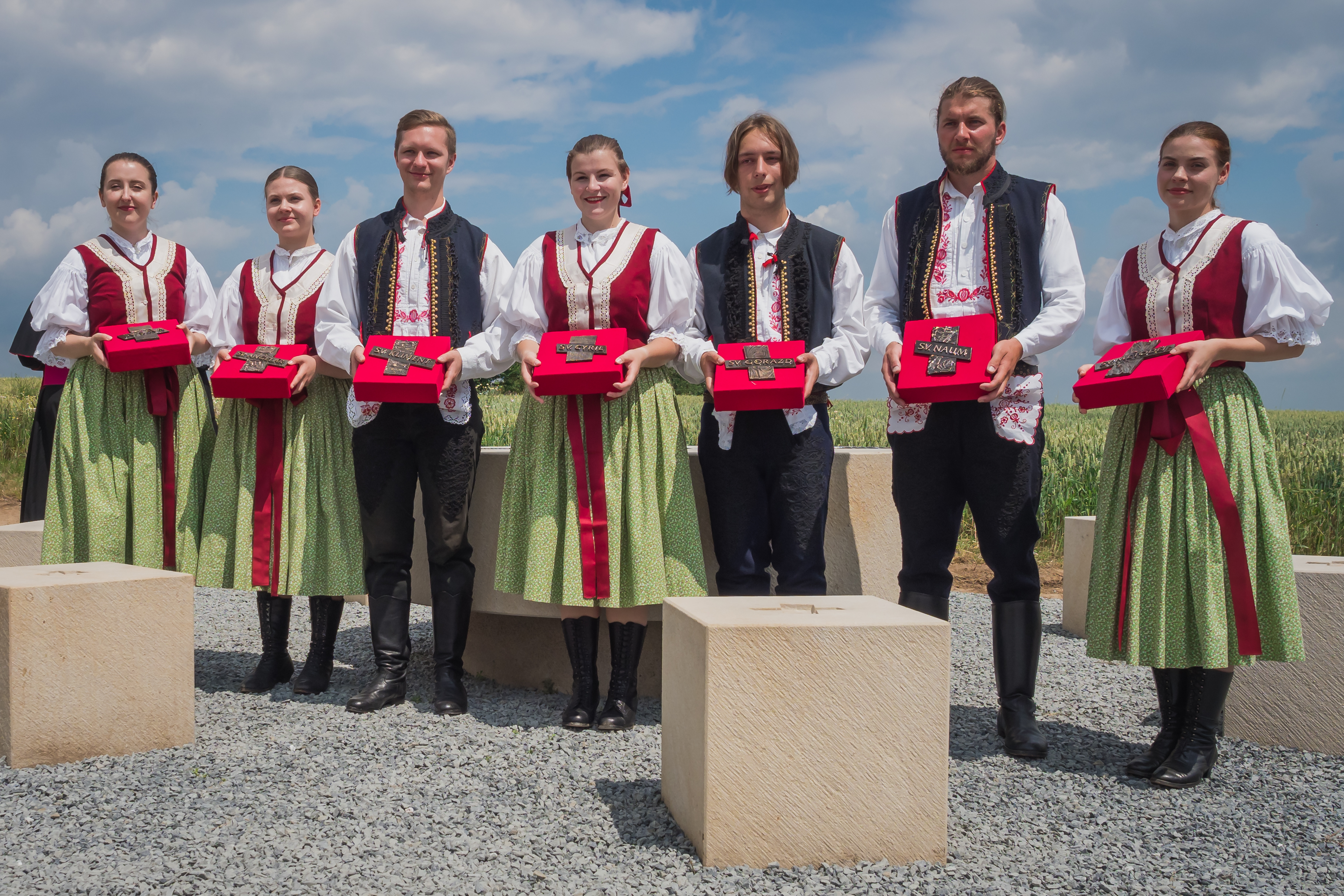
Bronzové křížky se jmény Sedmipočetníků

### Gorazdův obelisk
Jedná se o první obelisk na území České republiky s křesťanským symbolem. Obelisk se nachází na hranici katastrů obou obcí. Tento mohutný komolý jehlan má ve spodní části bronzovou sponu s nápisem v hlaholici, latině a češtině "CHVALTE PÁNA VŠECHNY NÁRODY". Jedná se o úryvek z Kyjevských listů. Tato spona obepíná obelisk dokola a na rozích je ozdobena znaky obcí Boršic a Zlechova. Přítomnost dvou chráněných ptáčků konipase bílého a ledňáčka říčního je zde obrazná a symbolická. Název obelisku je připomínkou sv. Gorazda – žáka sv. Cyrila a Metoděje, jenž měl po smrti sv. Metoděje usednout na moravský biskupský stolec a stát se tak pokračovatelem jejich započatého díla.
Tento vítězný obelisk spojuje nebe se zemí a do daleka symbolicky zvěstuje, které tři božské ctnosti jsou pro člověka nejdůležitější. Jsou to "NADĚJE", která vysvobodila Izraelce z egyptského otroctví a kterou symbolizuje kotva, "VÍRA" znázorněná křížem, která uzdravuje člověka a "LÁSKA", po které všichni touží a kterou je potřeba darovat bližním. Tato láska vychází ze srdce, které hoří. Srdce je prostor pro setkání s Bohem a se všemi lidmi. Všechny tyto atributy volají do okolní krajiny jako světlo majáku. Do horní části obelisku byli při instalaci uloženy symbolické předměty – křížek z období Velké Moravy nalezena v obci Dojč.

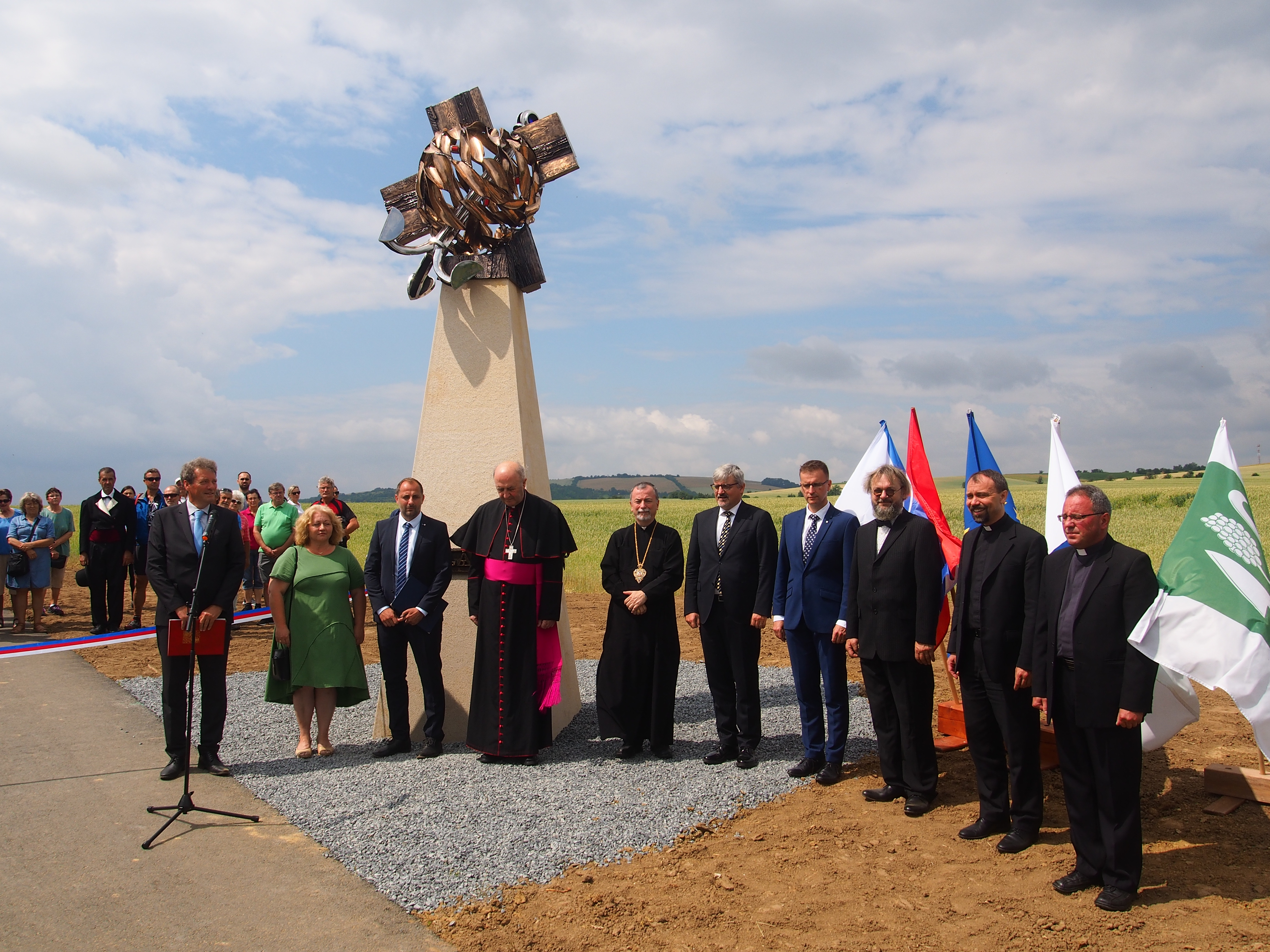
Gorazdův obelisk, zleva Roman Jílek, Iveta Mondeková, Ondřej Machala, Mons. Jan Graubner, Mons. Cyril Vasil, Václav Kolaja, Radim Holiš, Daniel Ignác Trubač, P. Jaromír Zádrapa, P. Anton Kasan
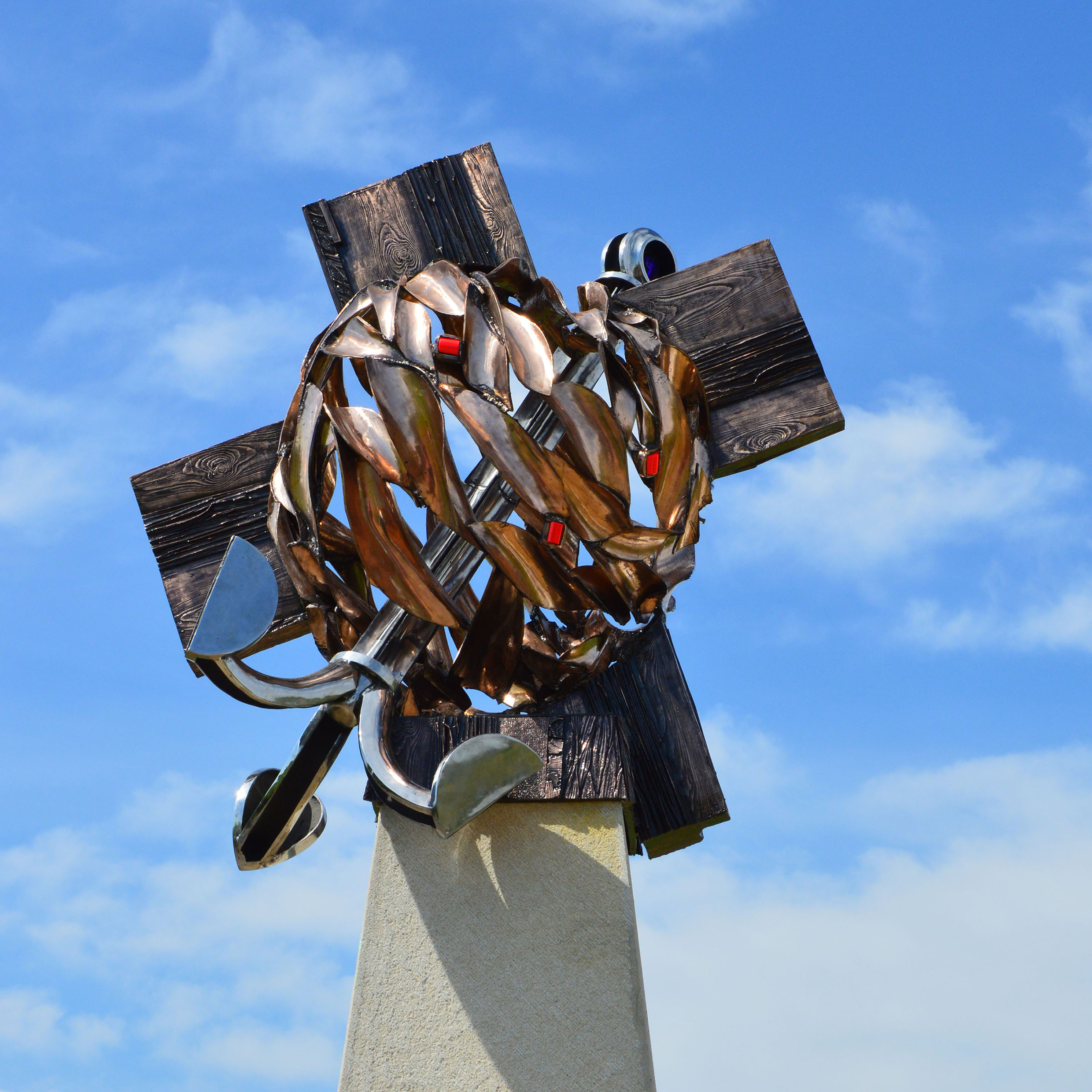
Gorazdův obelisk – Kříž-Kotva-Srdce
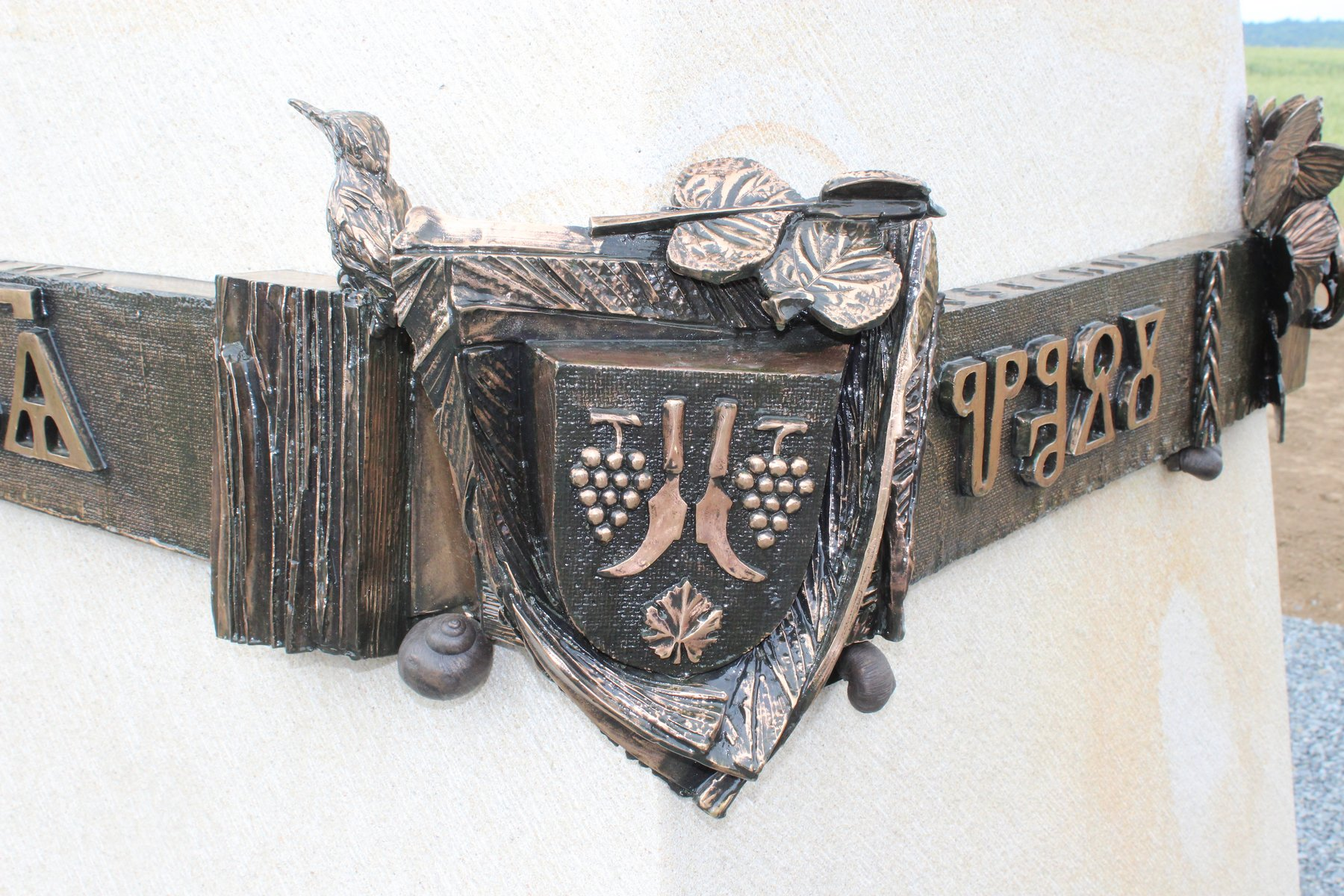
Znak obce Boršice
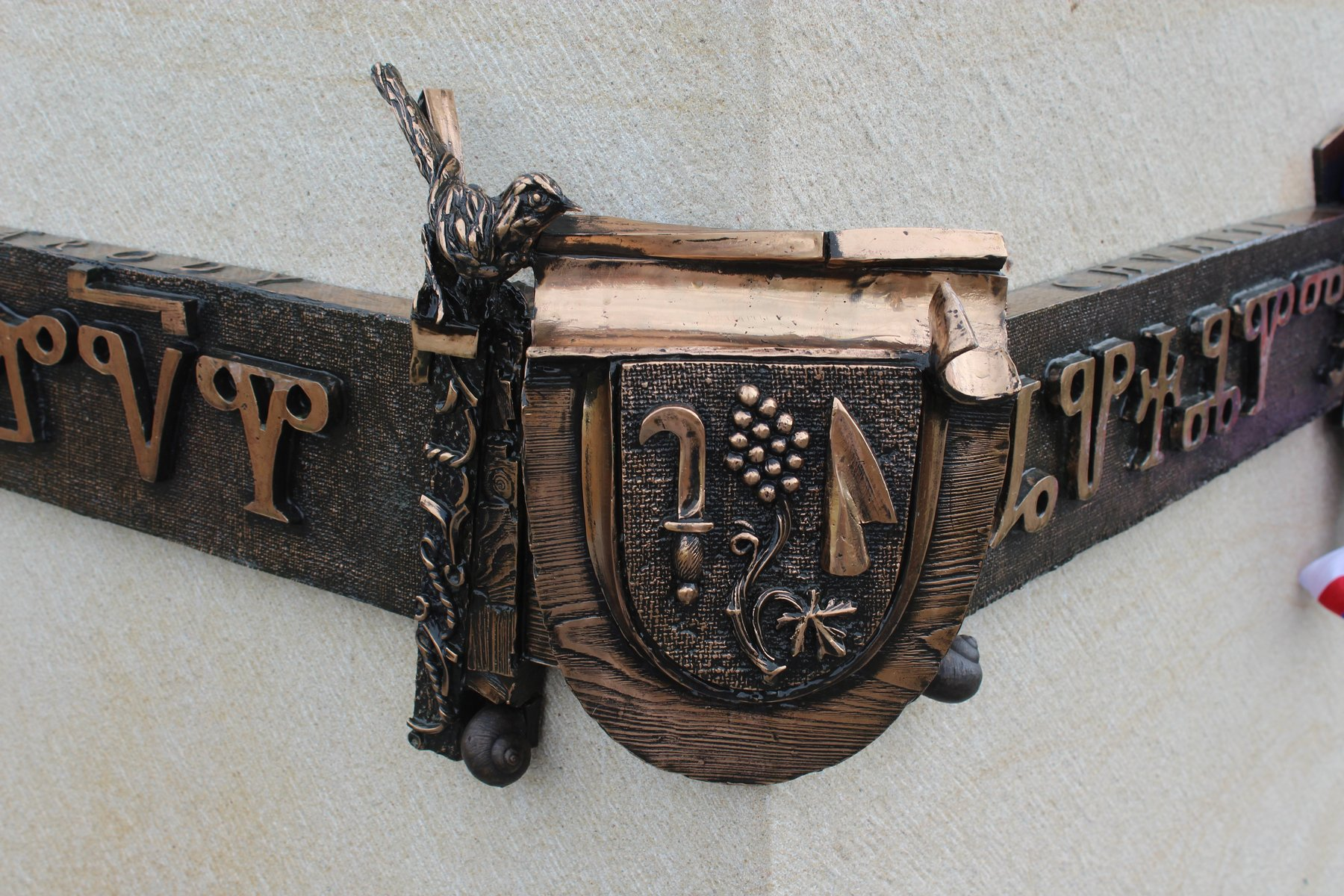
Detail bronzové spony se znakem obce Zlechov
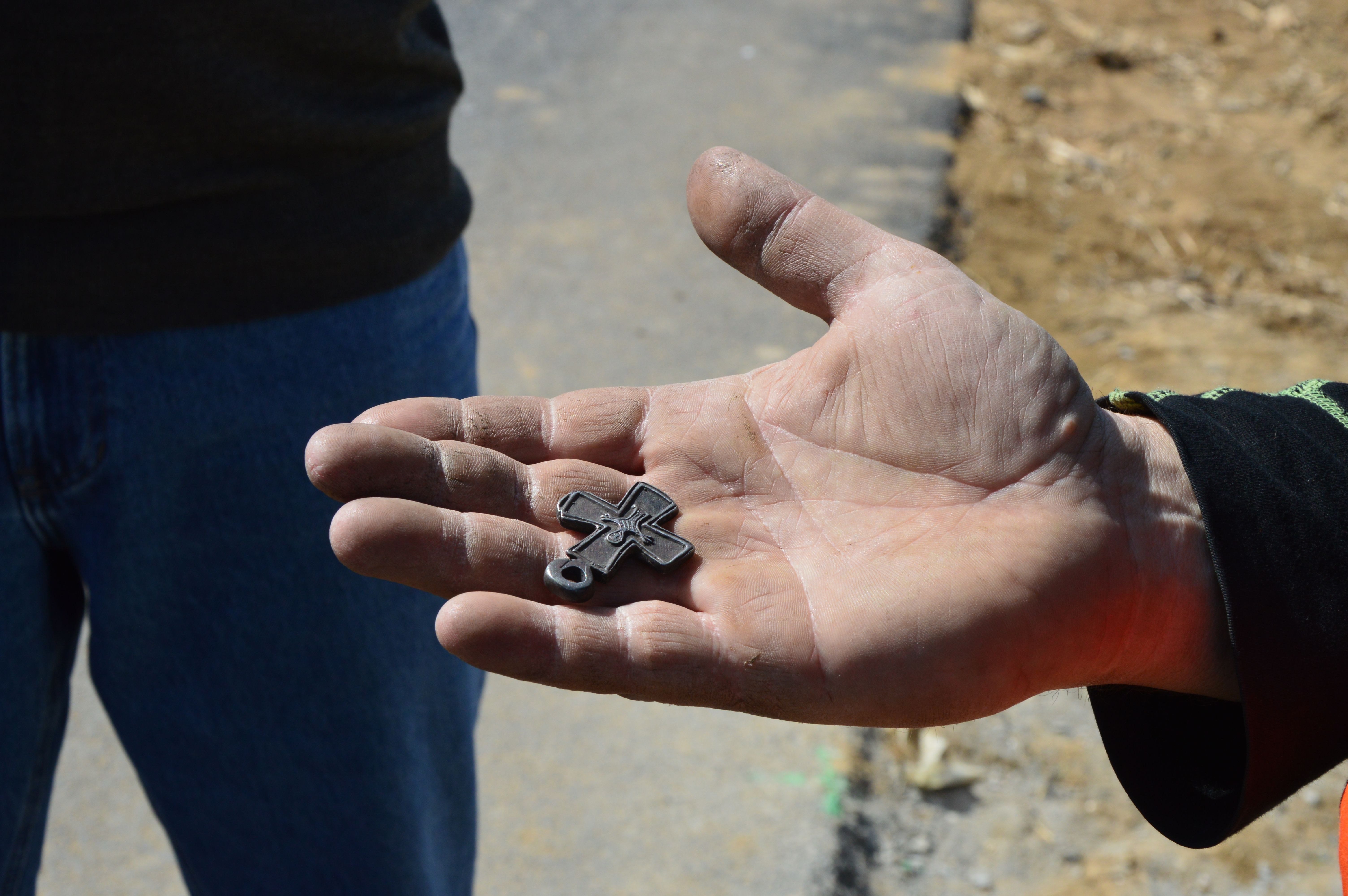
Křížek z období Velké Moravy nalezen v obci Dojč

### Mapa
Další z prvků, stojící na začátku zlechovské části cyklostezky, vykresluje na plastické mapě krajinu v Dolnomoravském úvalu kolem řeky Moravy. Na reliéfu krajiny se nachází několik kopií artefaktů z období Velké Moravy (gombíky, pektorální kříž, různé křížky a nákončí opasků) nalezených přibližně v místech, kde jsou v mapě zakresleny. Současně jsou zde znázorněny směrovky na několik evropských měst, která soluňští bratři při své misijní činnosti navštívili a kde také po určitou dobu pobývali.

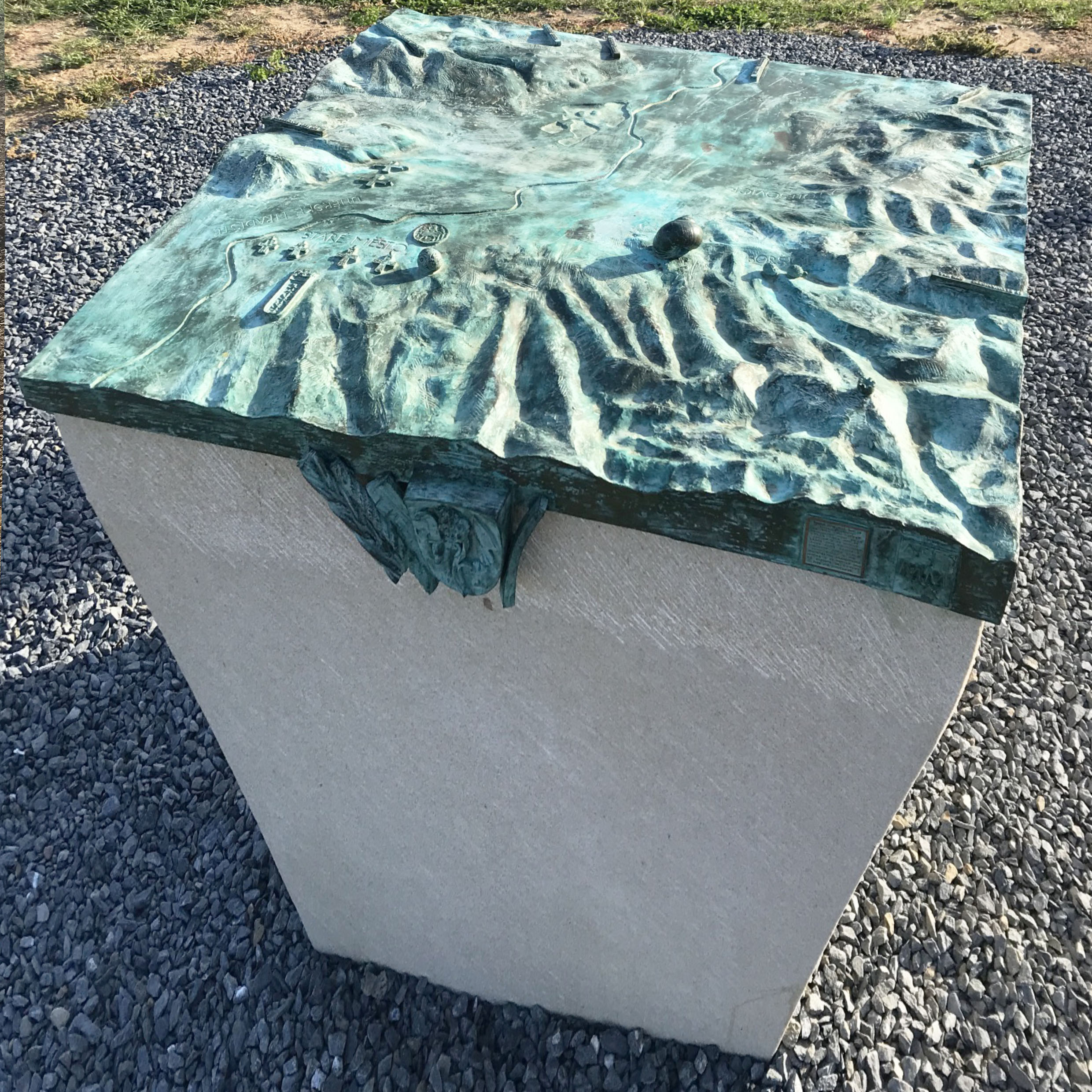
Plastická mapa krajiny Dolnomoravského úvalu
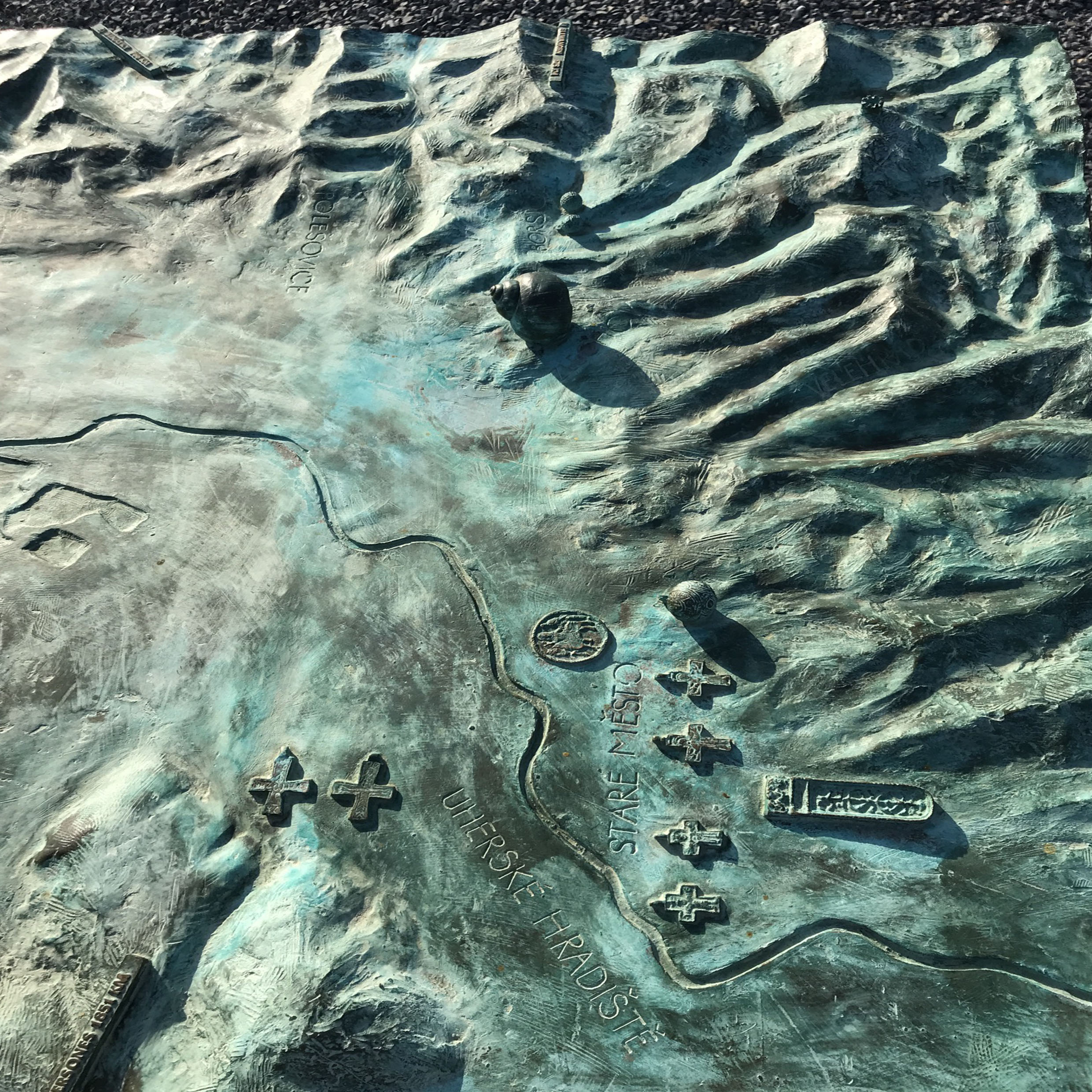
Mapa – detail

### Zeď
Tento mohutný kamenný val před začátkem cyklostezky slouží jako opěrná zeď. Je u něho vytvořena zpomalovací vlna a zároveň přejezd cyklostezky na druhou stranu silnice. Kamenný val je rozdělen šínami na tři části. Toto rozdělení má zejména dilatační funkci. Spáry tak překrývají prvky, představující fragmenty plátna s hlaholicí a lipovými listy. Výrazným detailem těchto reliéfních pruhů odlitých z nerezu je bronzový reliéf sv. Cyrila a Metoděje doplněný o znak obce Zlechova. Na vrchu zdi pak sedí ptáček Brhlík lesní.

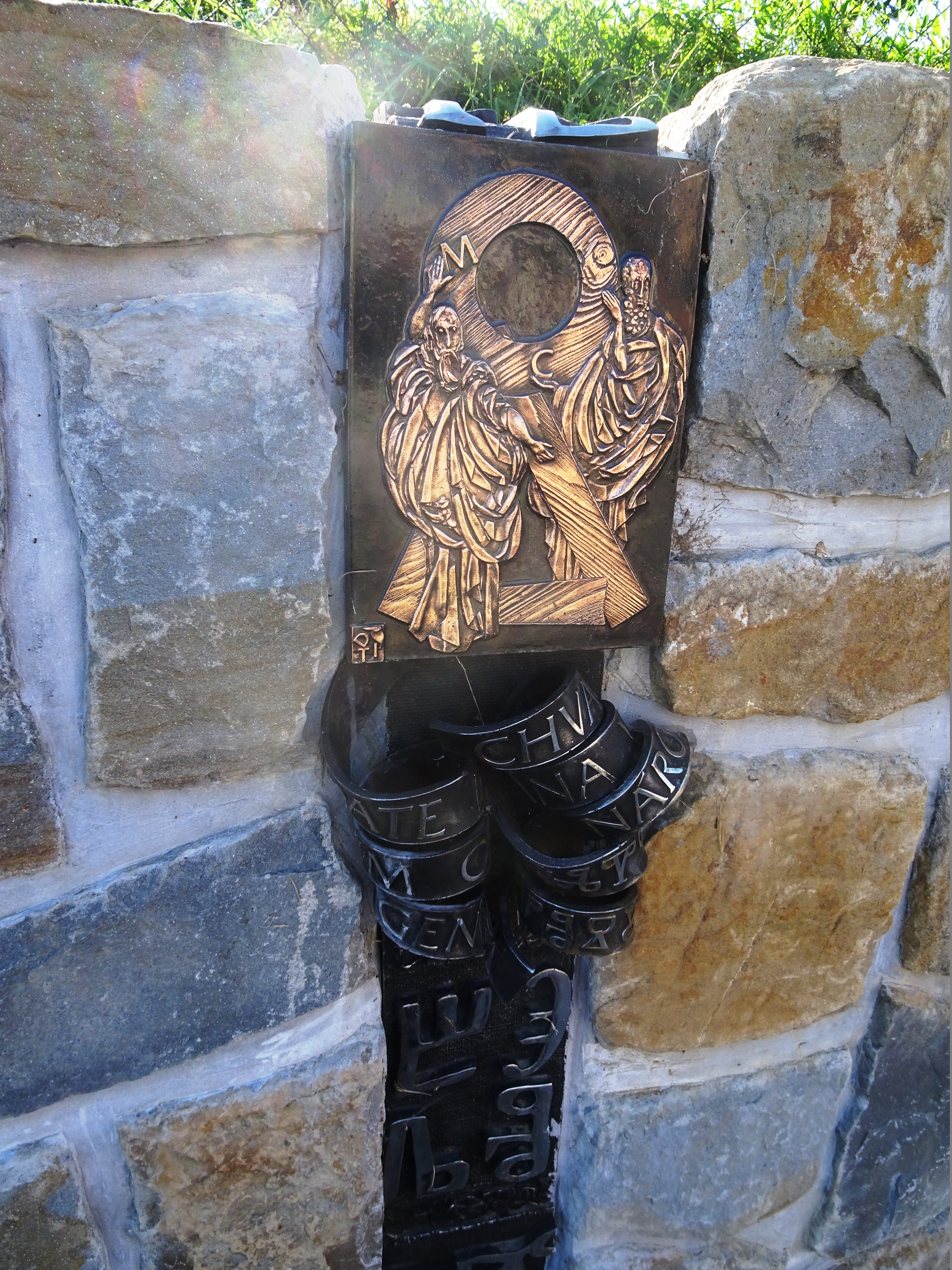
Detail reliéfu sv. Cyrila a Metoděje
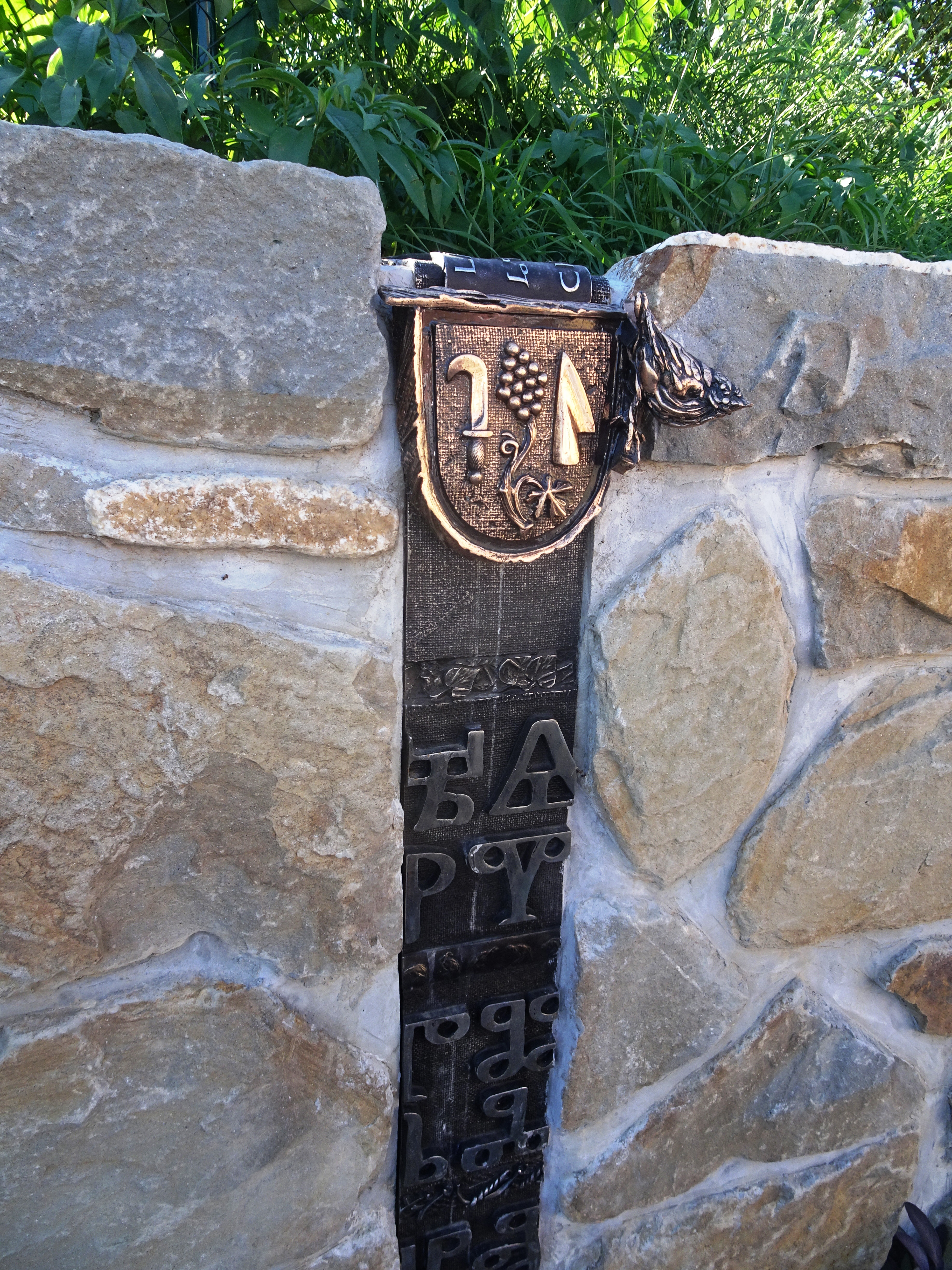
Detail znaku obce Zlechov

### Želví křižovatka
Na křižovatce u hlavní cesty vedoucí směrem na Boršice a Buchlovice se nachází kamenný kvádr osazený bronzovou deskou se stručnou historií obce Zlechov. Zde použitá draperie textilu připomíná prostý šat lidu, který býval v dobách Velkomoravské říše sepnutý gombíkem. Toto plátno je doplněno textem CHVALTE PÁNA VŠECHNY NÁRODY pocházejícího z Kyjevských listů. Zpod draperie vyčuhují tři malé želvy, které se rozbíhají do světa. Tento druh Želvy bahenní je na Moravě rovněž chráněný. Další chráněný tvor sedí nahoře na gombíku a jmenuje se Bělopásek topolový.

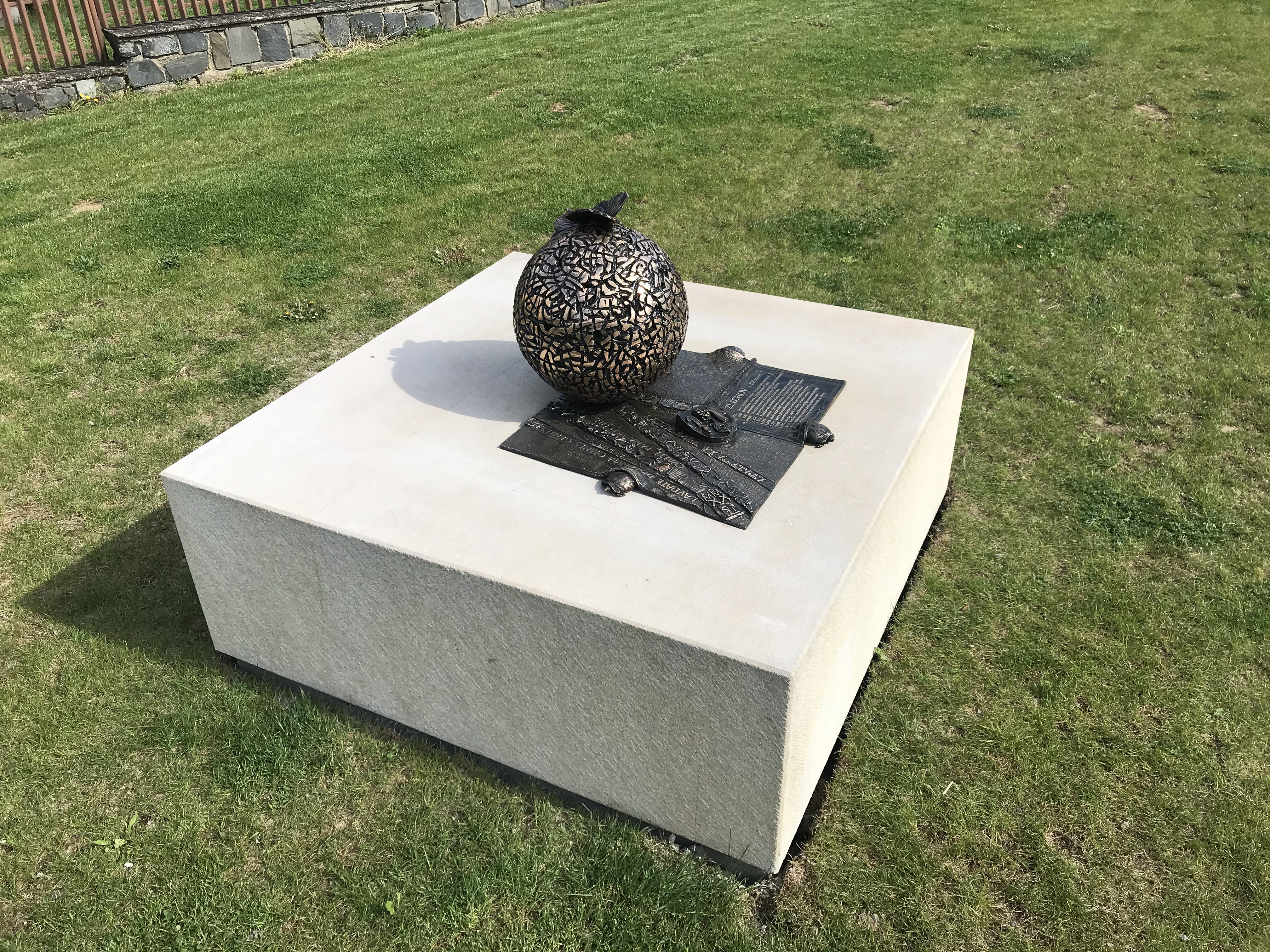
Želví křižovatka
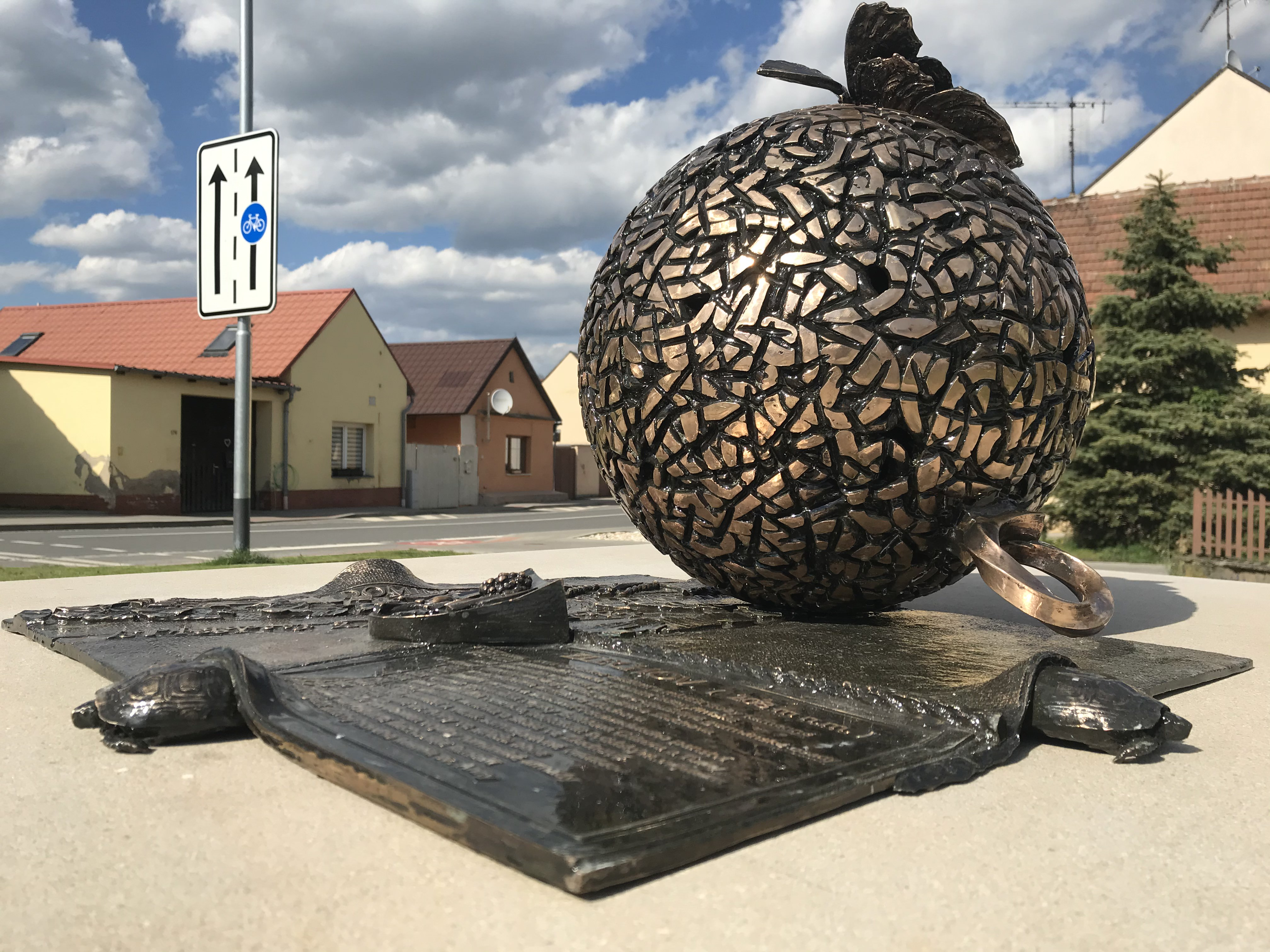
Želví křižovatka detail gombíku

### Zapadající slunce
Na gombíku kamenné horizontální stély nazvané Zapadající slunce, která byla instalována ve středu obce Zlechova nedaleko kostela sv. Anny, se nachází živočišný motiv, kterým je chráněný obojživelník žijící v Chřibech čolek obecný a brouk střevlík kožitý Ve všech kulturách je slunce jedním z nejdůležitějších symbolů a mnoho národů ho uctíváno jako boha. Každodenní východ a západ ovlivnil jeho další symbolický význam. Znamená vzkříšení a vůbec každý začátek, ale i konec a tím celý kosmický řád. A protože slunce svítí na dobré i zlé, stalo se symbolem spravedlnosti.

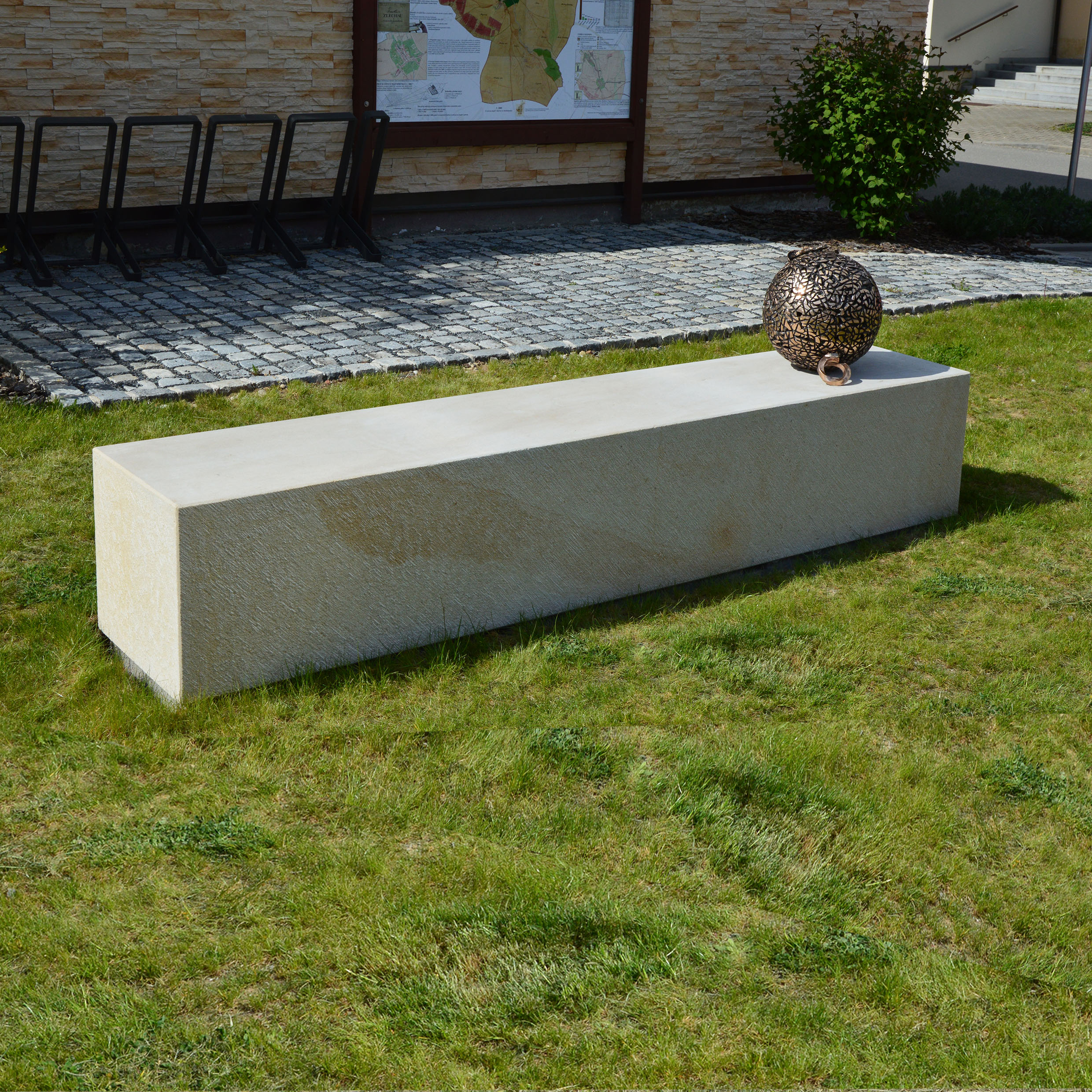
Zapadající slunce ve Zlechově
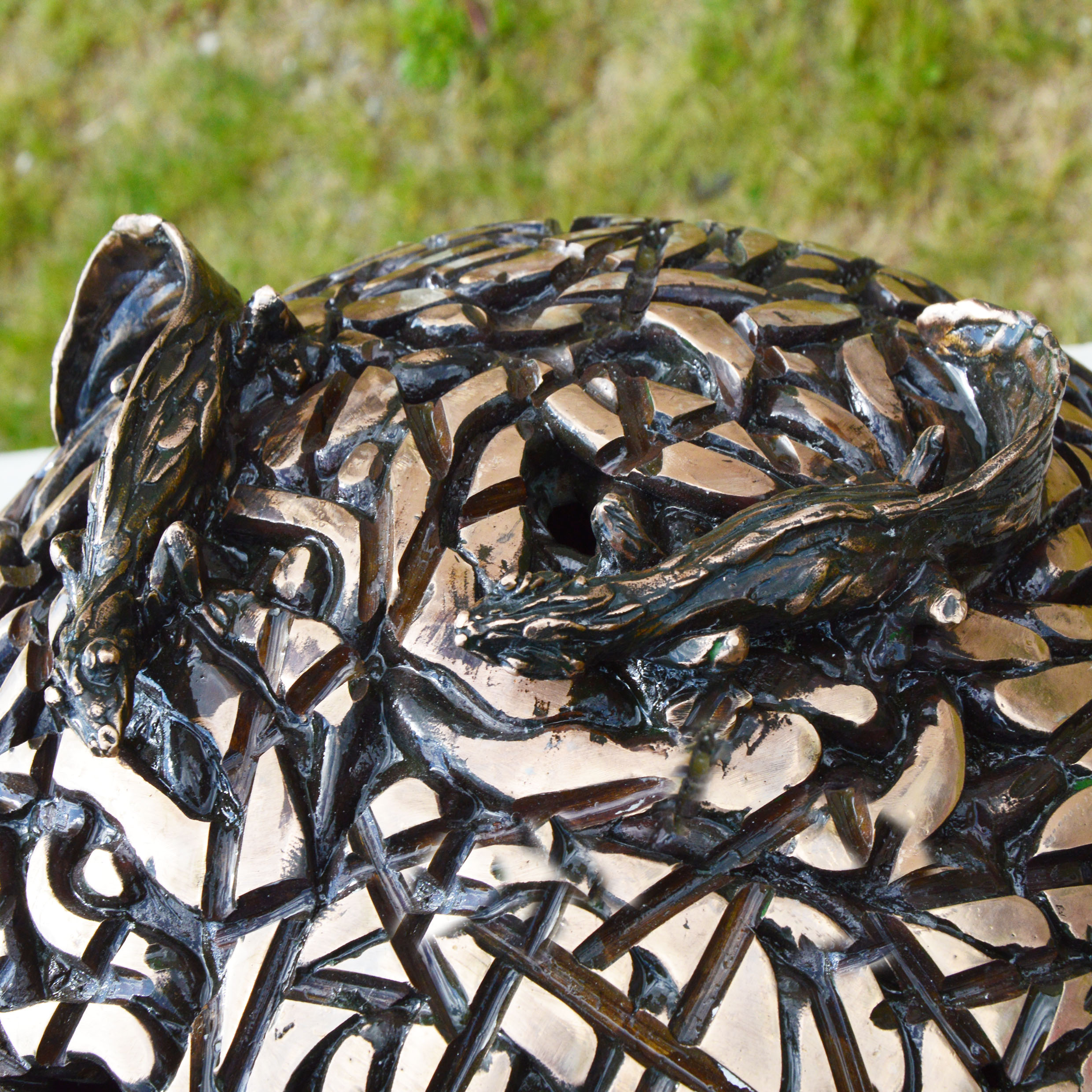
Zapadající slunce – detail Čolka obecného

## Umělecké prvky na trase cyklostezky v Opatovcích

### Malý obelisk
Celá horní část obelisku je odlita z bronzu a spočívá na spodní části vyrobené z hrubozrnného božanovského pískovce. Uzavírá jej gombík, jenž je ozdoben chráněným ptáčkem brhlíkem lesním. Provaz zde symbolizuje důležitou činnost v obci, kterou byla přeprava přes řeku Váh a plátno připomíná prostý šat lidí z období Velké Moravy. Nápis CHVALTE PÁNA VŠECHNY NÁRODY, lemující  vrchní části obelisku, pocházejí z Kyjevských listů, což bylo rovněž dílo sv. Cyrila a Metoděje a jsou napsány v hlaholici, latině a staroslověnštině. Identifikaci obelisku zajišťuje znak obce Opatovce doplněný o stručnou historii obce.

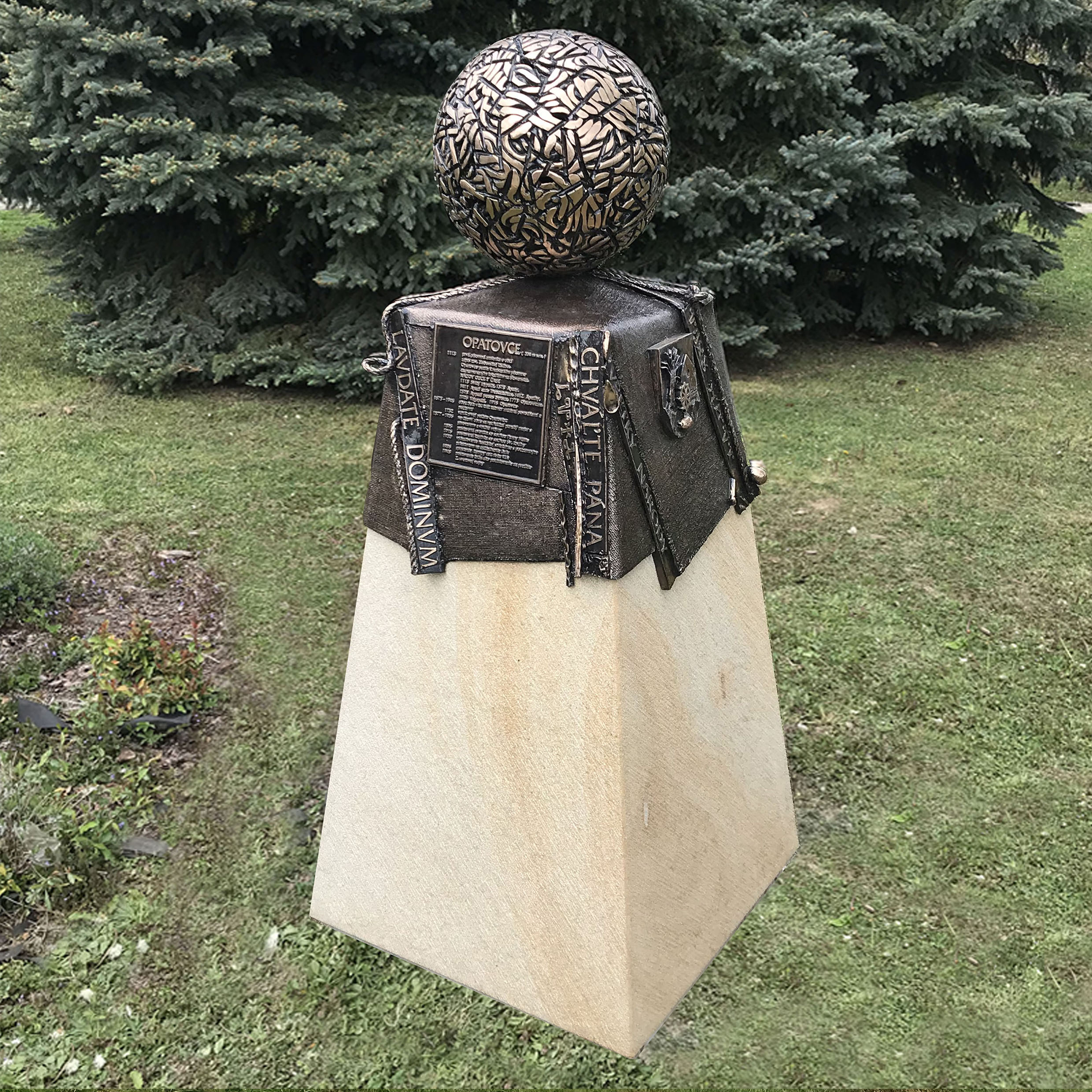
Malý obelisk v Opatovcích
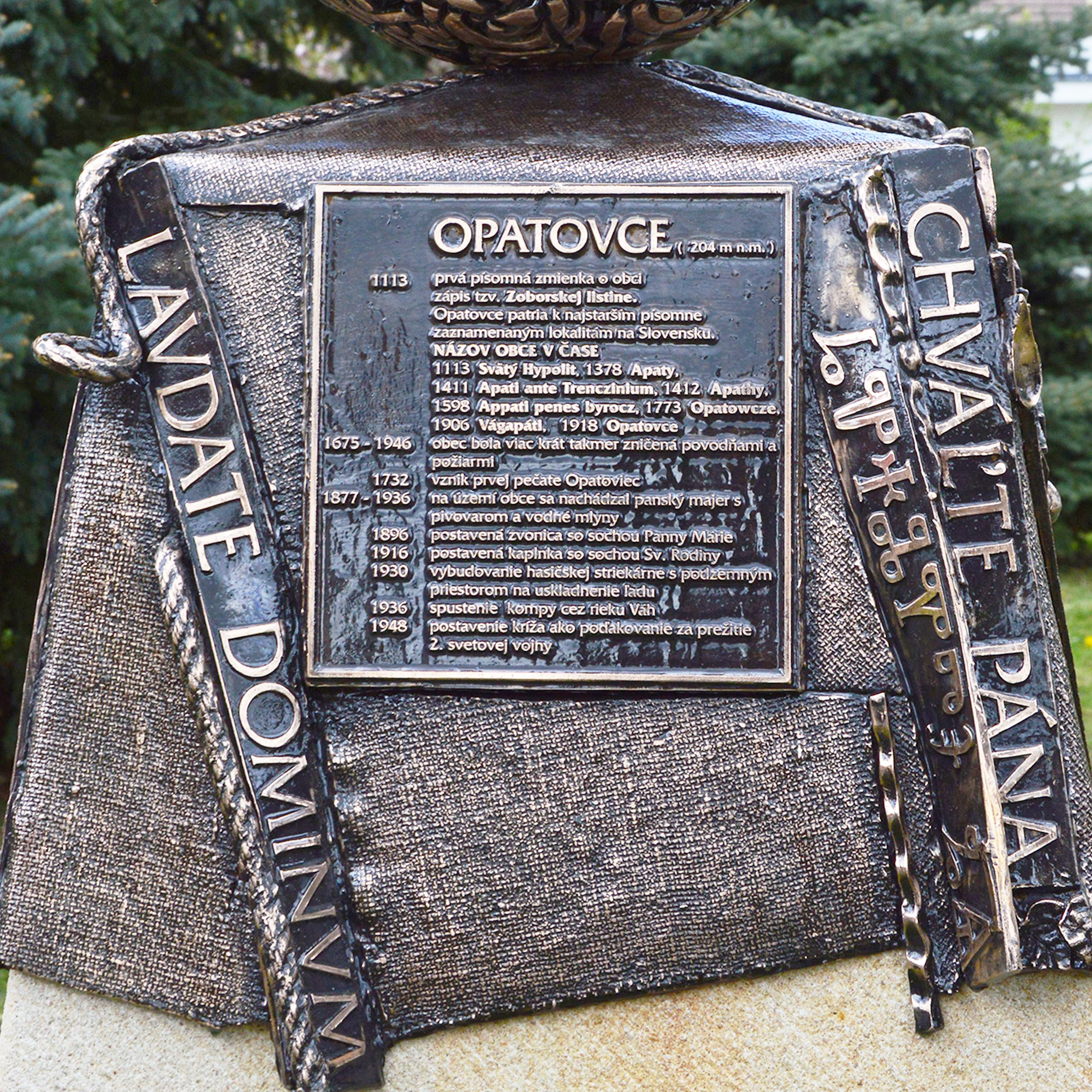
Malý obelisk – detail historie obce Opatovce v datech

### Gombík na hrázi
Tento velkomoravský gombík je směrovým ukazatelem a již z dálky svým jednoduchým tvarem vytváří orientační bod v krajině pro cyklisty, kteří se vydali na výlet nebo za historií Velké Moravy. Na každé straně ve směru jízdy je opatřen znaky obce Opatovce a asi 10 km vzdáleného města Trenčín.

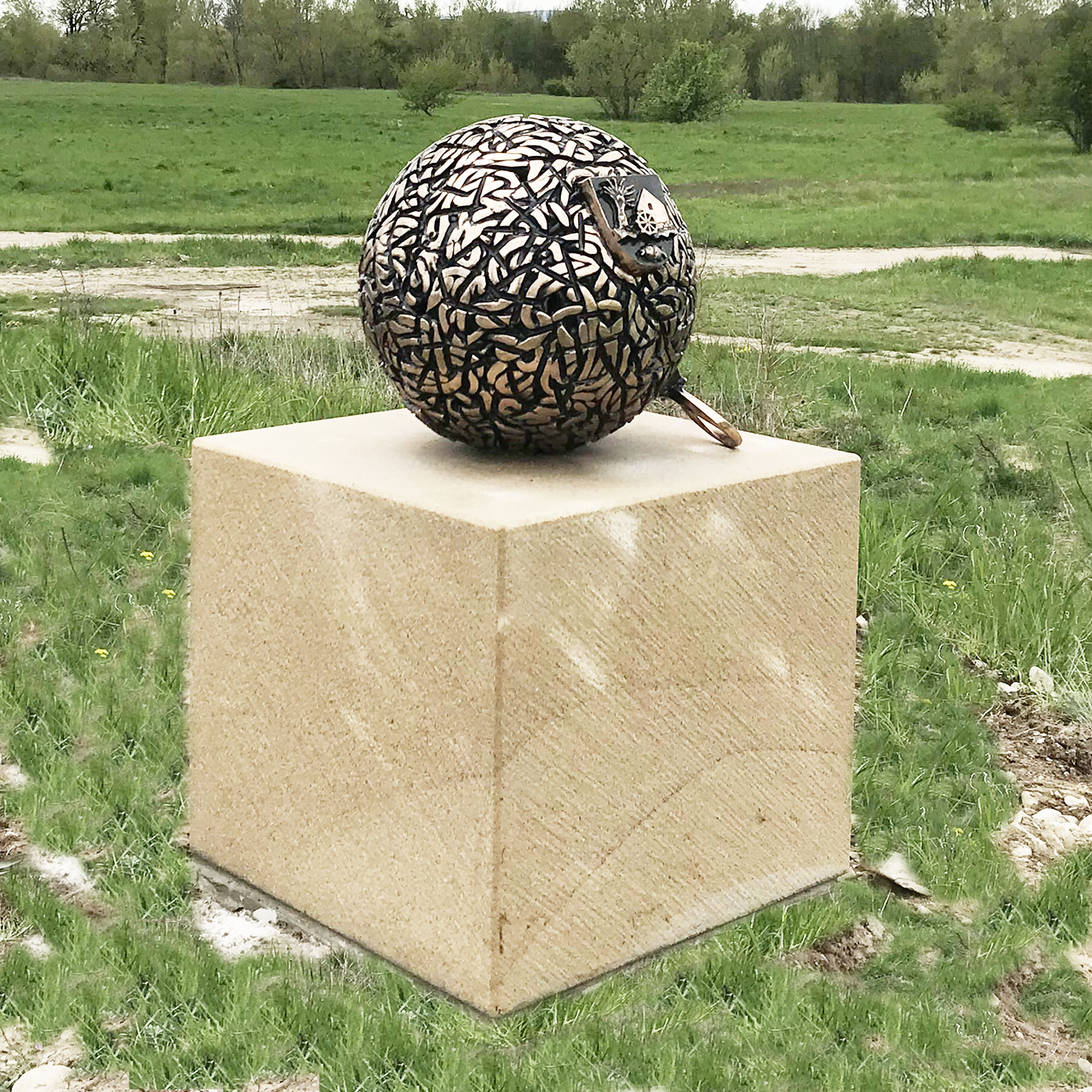
Gombík na hrázi
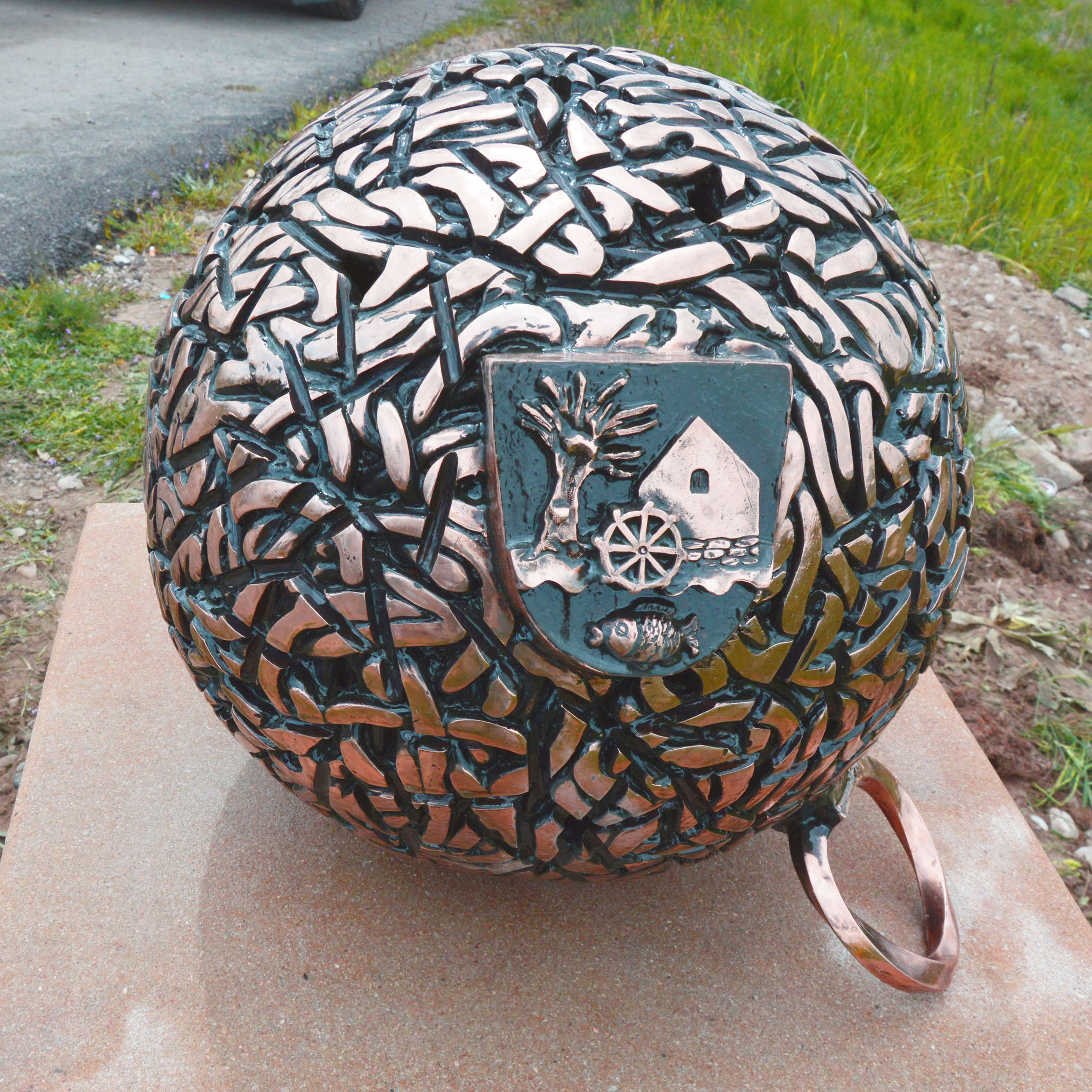
Gombík na hrázi – detail gombíku se znakem obce Opatovce

## Akademický sochař Daniel Ignác Trubač
Narodil se v roce 1969 v jihočeském Táboře, zanedlouho se však s rodiči přestěhoval a až do svých 15 let žil v šumavském městečku Nýrsko. V letech 1983–1987 studoval průmyslový design na Střední uměleckoprůmyslové škole v Uherském Hradišti, poté pokračoval na Vysoké škole uměleckoprůmyslové ve Zlíně, odkud v roce 1990 přešel na Akademii výtvarných umění v Praze. Tu ukončil v roce 1994 diplomovou prací kašna Panny Marie Svatohostýnské v Bystřici pod Hostýnem.
Ač původem ze Šumavy, zakořenil nakonec na Moravě ve Slováckém regionu a v jeho tvorbě je tento vliv na první pohled patrný. „Je tu příjemnější klima … i lidé jsou tu od srdce. Člověk celý svůj život hledá prostor pro setkání. Tím prostorem je srdce a tady mají lidé srdce otevřená. Spojují se lidovými tradicemi, zvyky, svými kořeny a bohatou historií,“ říká Daniel Ignác Trubač, akademický sochař. Ve svém díle snoubí duchovní tematiku s duší regionu, využívá prvky z historie i z přírody, především pak motivů chráněných živočichů. Daniel Trubač v ateliéru v Polešovicích tvoří svá díla z bronzu, nerezu, kamene, dřeva, skla a z jejich kombinací. Pracuje s autentickými historickými artefakty a jeho práce působí nejen esteticky, ale mají i didaktický rozměr. Jeho plastiky jsou instalovány nejen na mnoha místech v České republice, ale i v zahraničí.

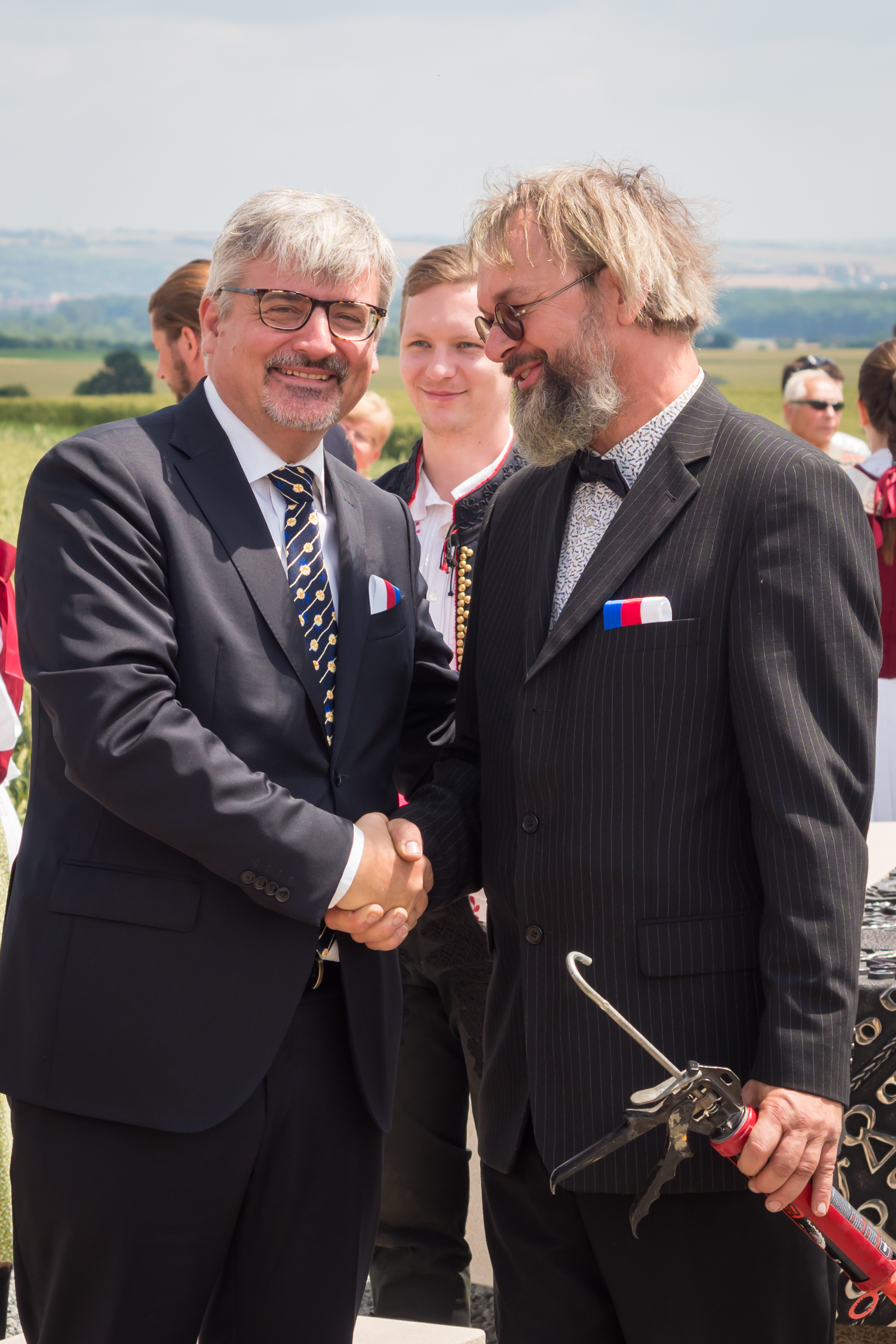
Vkládání křížků u Stolu setkání, zleva Václav Kolaja, Daniel Ignác Trubač
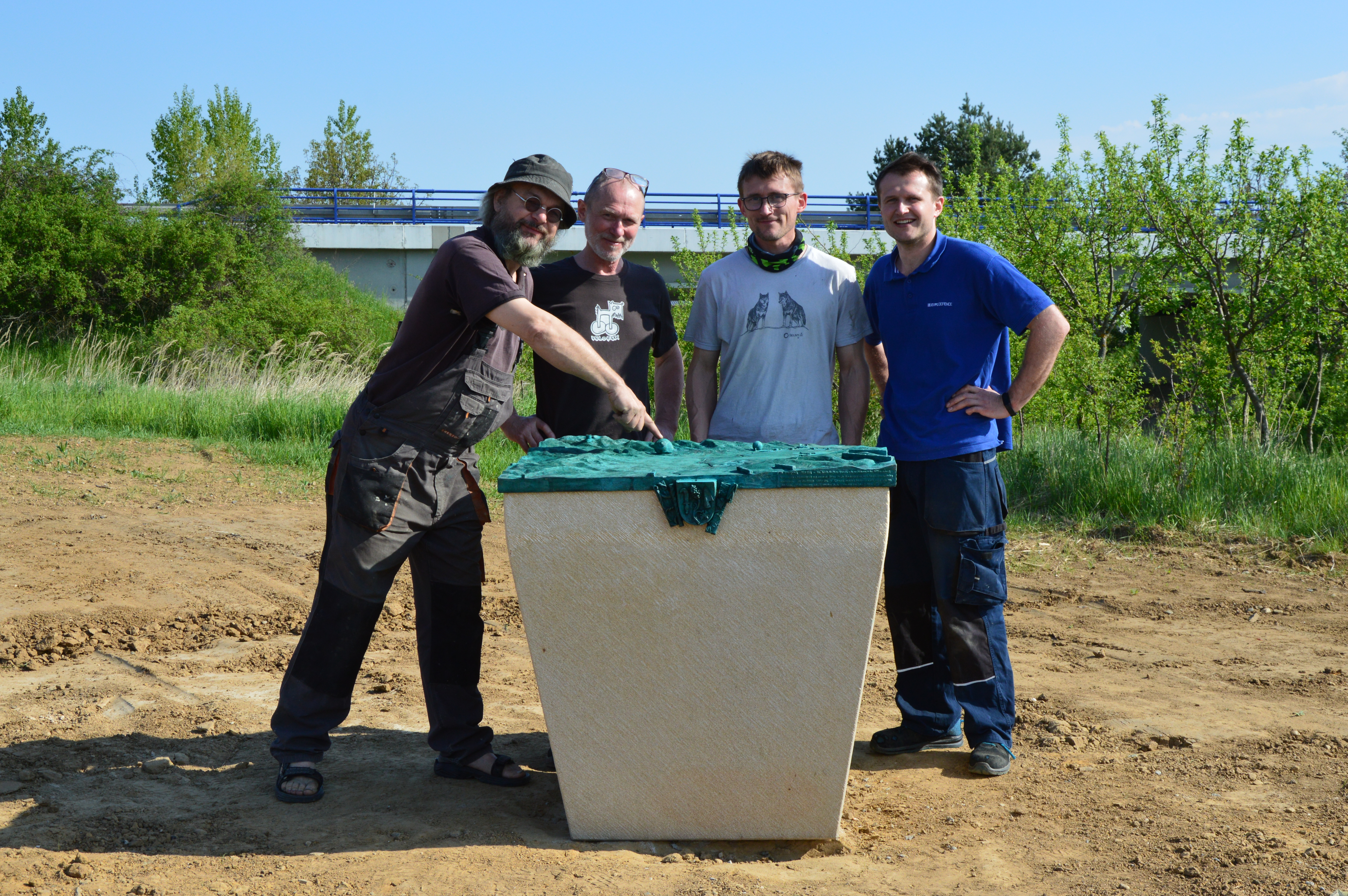
Instalace mapy zleva akademický sochař Daniel Ignác Trubač, spolupracovníci z rodinné firmy zámečnictví Grossman

## Cyrilometodějské tradice v obcích Boršice a Zlechov
Již v 19. a počátkem 20. století v tomto kraji hledala zbytky Veligradu a hrob sv. Metoděje řada romantických badatelů a amatérských archeologů. Na území boršické farnosti, která až do roku 1991 zahrnovala i sousední Zlechov, pak pátral zejména tehdejší boršický duchovní správce P. Jan Nepomuk Studený.
P. Studený byl po celý svůj život horlivým ctitelem sv. Cyrila a Metoděje a propagátorem cyrilometodějských tradic. Přispíval radami, penězi i samotným kopáním k nalezení hrobu svatého Metoděje. Své úsilí koordinoval s dalším významným cyrilometodějským badatelem, spisovatelem a farářem z Drahotuší ThDr. Františkem Přikrylem, se kterým plánovali archeologický průzkum v interiéru boršického kostela i v jeho okolí.
P. Studený vlastní rukou zapsal velké množství cyrilometodějských pověstí, které mu v roce 1879 vyprávěla Marie Šimonová z Boršic a které se dochovaly až dodnes. Tady je jedna z nich: „Viděla jsem od Velehradu a Zlechova přicházeti k Boršicím veliké množství lidu, měli stejný oblek a stejné tváře a když přišli k Boršicím, šlo jim mnoho kněží naproti a najednou obrátili se všecí tvářemi k Buchlovským horám. Já jsem si nemohla ani oddechnouti, pak jsem se jedné osoby z průvodu ptala: „Kdo je to uprostřed vás?“ A ona mi pohrozila prstem a řekla: „To je sv. Methoděj.“ Byl postavy vysoké, měl na sobě pluvál dlouhý a řásný, přes ruku přehoděný, na něm party s modrými křížky, na hlavě korunu, né jak naši biskupi, na prsích měl kříž, v levé ruce berlu, v pravé kříž se dvěma rameny. Štolu měl žlutou, na nohou střevíce a tvář od slunce spálenou. Díval se na naši dědinu a kostel a zvony všecky zvonily.“ Další pověst vypráví, že prý skutečně stával v Boršicích kostel již za dob Velké Moravy.
P. Přikryl ve svých publikacích popisoval, že hlavní město Velkomoravské říše Veligrad (tehdy nazývané i Děvín) se rozkládalo nejen na území dnešního Starého Města: „... rozprostíral se Děvín čili Velehrad od Dolního a Horního Hrádku a háje nad (velehradským) klášterem k Radovanům čili Hradovému nad Boršicemi a odtud k Hradišti, zaujímaje v sobě Staré Město. Nejvíce obydlí stálo na polích boršických, zlechovských, tupeských a pak na Staromětsku.“ Na jiném místě pak uváděl: „Boršicko a Zlechovsko po Hrádek (pahorek z jižní strany velehradského kláštera) bylo domy hustě pokryto...“. Také boršickou polní trať Obořiska považoval za součást Veligradu: „Stráň zove se „Obořiska“, což značí, že tato část Děvína (Veligradu) byla po r. 907 obořena“. Dokonce byl přesvědčen, že v boršickém kostele je pohřben i sv. Metoděj a že jeho ostatky zde leží v bílém říčním písku.

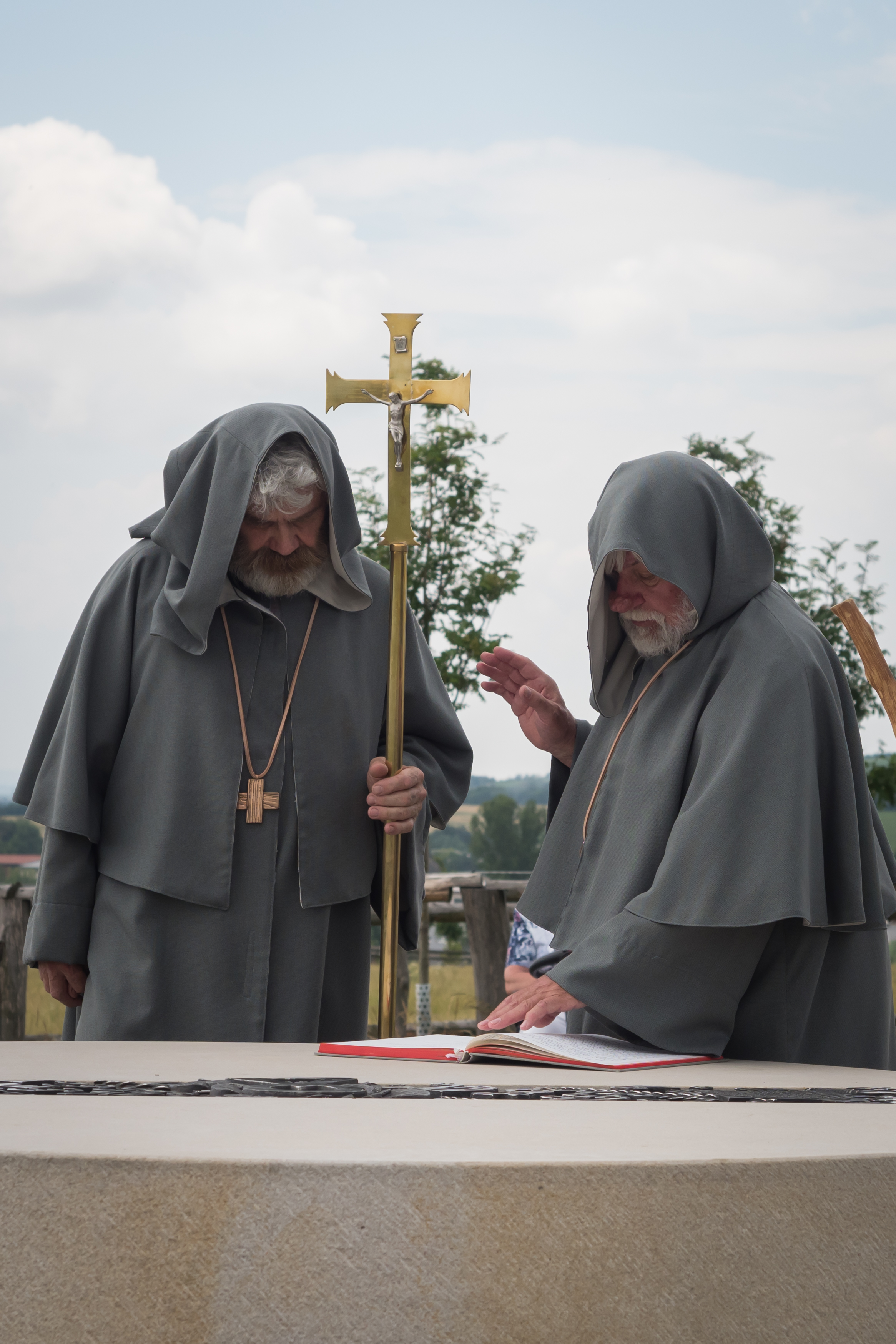
Sv. Cyril a Metoděj u Stolu setkání